# Animais endêmicos do Brasil
Nessa lista estão reunidas as espécies de animais endêmicos do Brasil, segundo o ICMBio:

## Mamíferos(229):
- Akodon cursor
- Akodon kadiweu
- Akodon lindberghi
- Akodon mystax
- Akodon sanctipaulensis
- Alouatta belzebul
- Alouatta discolor
- Alouatta guariba guariba
- Alouatta nigerrima
- Alouatta ululata
- Ateles marginatus
- Brachyteles arachnoides
- Brachyteles hypoxanthus
- Bradypus torquatus
- Brucepattersonius griserufescens
- Brucepattersonius nebulosus
- Brucepattersonius soricinus
- Cacajao ayresi
- Cacajao calvus
- Cacajao novaesi
- Cacajao rubicundus
- Calassomys apicalis
- Callibella humilis
- Callicebus barbarabrownae
- Callicebus bernhardi
- Callicebus coimbrai
- Callicebus melanochir
- Callicebus nigrifrons
- Callicebus personatus
- Callistomys pictus
- Callithrix aurita
- Callithrix flaviceps
- Callithrix geoffroyi
- Callithrix jacchus
- Callithrix kuhlii
- Callithrix penicillata
- Calomys expulsus
- Calomys mattevii
- Calomys tocantinsi
- Carterodon sulcidens
- Cavia fulgida
- Cavia intermedia
- Cebus kaapori
- Cerradomys akroai
- Cerradomys goytaca
- Cerradomys langguthi
- Cerradomys marinhus
- Cerradomys subflavus
- Cerradomys vivoi
- Chaetomys subspinosus
- Cheracebus purinus
- Cheracebus regulus
- Chiroderma vizottoi
- Chiropotes albinasus
- Chiropotes satanas
- Chiropotes utahickae
- Coendou baturitensis
- Coendou insidiosus
- Coendou nycthemera
- Coendou prehensilis
- Coendou roosmalenorum
- Coendou speratus
- Cryptonanus agricolai
- Cryptonanus guahybae
- Ctenomys bicolor
- Ctenomys flamarioni
- Ctenomys ibicuiensis
- Ctenomys lami
- Ctenomys minutus
- Ctenomys rondoni
- Cyclopes xinguensis
- Dasyprocta catrinae
- Dasyprocta croconota
- Dasyprocta iacki
- Dasyprocta nigriclunis
- Dasyprocta prymnolopha
- Delomys altimontanus
- Delomys sublineatus
- Dryadonycteris capixaba
- Drymoreomys albimaculatus
- Echimys vieirai
- Eptesicus taddeii
- Euryoryzomys emmonsae
- Euryoryzomys lamia
- Galea spixii
- Glyphonycteris behnii
- Gyldenstolpia planaltensis
- Holochilus oxe
- Holochilus sciureus
- Hylaeamys oniscus
- Hylaeamys seuanezi
- Inia araguaiaensis
- Isothrix pagurus
- Juliomys ossitenuis
- Juliomys rimofrons
- Juliomys ximenezi
- Juscelinomys candango
- Kerodon acrobata
- Kerodon rupestris
- Lasiurus ebenus
- Leontocebus cruzlimai
- Leontopithecus caissara
- Leontopithecus chrysomelas
- Leontopithecus chrysopygus
- Leontopithecus rosalia
- Lonchophylla bokermanni
- Lonchophylla dekeyseri
- Lonchophylla inexpectata
- Lonchophylla mordax
- Lonchophylla peracchii
- Lonchothrix emiliae
- Lycalopex vetulus
- Marmosops incanus
- Marmosops paulensis
- Mazama jucunda
- Mesomys occultus
- Mesomys stimulax
- Mico acariensis
- Mico argentatus
- Mico chrysoleucos
- Mico emiliae
- Mico humeralifer
- Mico intermedius
- Mico leucippe
- Mico marcai
- Mico mauesi
- Mico munduruku
- Mico nigriceps
- Mico rondoni
- Mico saterei
- Microakodontomys transitorius
- Micronycteris sanborni
- Monodelphis americana
- Monodelphis iheringi
- Monodelphis pinocchio
- Monodelphis saci
- Neacomys elieceri
- Neacomys jau
- Neacomys marajoara
- Neacomys oliveirai
- Neacomys vossi
- Neacomys xingu
- Neusticomys ferreirai
- Noronhomys vespuccii
- Oecomys catherinae
- Oecomys cleberi
- Oecomys matogrossensis
- Oecomys tapajinus
- Oligoryzomys moojeni
- Oligoryzomys rupestris
- Oligoryzomys stramineus
- Oligoryzomys utiaritensis
- Oxymycterus amazonicus
- Oxymycterus caparaoe
- Oxymycterus dasytrichus
- Oxymycterus itapeby
- Ozotoceros bezoarticus bezoarticus
- Phaenomys ferrugineus
- Phyllomys blainvilii
- Phyllomys brasiliensis
- Phyllomys dasythrix
- Phyllomys kerri
- Phyllomys lamarum
- Phyllomys lundi
- Phyllomys mantiqueirensis
- Phyllomys medius
- Phyllomys nigrispinus
- Phyllomys pattoni
- Phyllomys sulinus
- Phyllomys thomasi
- Phyllomys unicolor
- Pithecia albicans
- Pithecia chrysocephala
- Pithecia vanzolinii
- Platyrrhinus recifinus
- Plecturocebus baptista
- Plecturocebus cinerascens
- Plecturocebus hoffmannsi
- Plecturocebus miltoni
- Plecturocebus moloch
- Plecturocebus parecis
- Plecturocebus stephennashi
- Plecturocebus vieirai
- Proechimys goeldii
- Proechimys roberti
- Rhagomys rufescens
- Rhipidomys cearanus
- Rhipidomys emiliae
- Rhipidomys ipukensis
- Rhipidomys itoan
- Rhipidomys mastacalis
- Rhipidomys tribei
- Saguinus bicolor
- Saguinus martinsi
- Saguinus niger
- Saguinus ursulus
- Saimiri collinsi
- Saimiri ustus
- Saimiri vanzolinii
- Sapajus flavius
- Sapajus libidinosus
- Sapajus robustus
- Sapajus xanthosternos
- Scapteromys meridionalis
- Sylvilagus brasiliensis
- Sylvilagus tapetillus
- Thalpomys lasiotis
- Thrichomys apereoides
- Thrichomys inermis
- Thrichomys laurentius
- Thylamys karimii
- Thylamys velutinus
- Tolypeutes tricinctus
- Toromys grandis
- Trinomys albispinus
- Trinomys bonafidei
- Trinomys dimidiatus
- Trinomys elegans
- Trinomys eliasi
- Trinomys gratiosus
- Trinomys iheringi
- Trinomys mirapitanga
- Trinomys moojeni
- Trinomys paratus
- Trinomys setosus
- Trinomys yonenagae
- Wiedomys cerradensis
- Wiedomys pyrrhorhinus
- Xeronycteris vieirai

## Aves(346):
- Acrobatornis fonsecai
- Agelaioides fringillarius
- Agelasticus atroolivaceus
- Amadonastur lacernulatus
- Amazona brasiliensis
- Amazona kawalli
- Amazona rhodocorytha
- Anabazenops fuscus
- Anodorhynchus leari
- Anopetia gounellei
- Antilophia bokermanni
- Anumara forbesi
- Aramides mangle
- Aratinga auricapillus
- Aratinga jandaya
- Arremon flavirostris
- Arremon franciscanus
- Arremon semitorquatus
- Asthenes luizae
- Asthenes moreirae
- Attila rufus
- Attila spadiceus uropygiatus
- Augastes lumachella
- Augastes scutatus
- Automolus lammi
- Automolus paraensis
- Brotogeris tirica
- Calyptura cristata
- Campylopterus calcirupicola
- Campylopterus diamantinensis
- Campylorhamphus cardosoi
- Campylorhamphus gyldenstolpei
- Campylorhamphus multostriatus
- Campylorhamphus probatus
- Campylorhamphus trochilirostris trochilirostris
- Cantorchilus griseus
- Cantorchilus longirostris
- Capito brunneipectus
- Carpornis cucullata
- Carpornis melanocephala
- Caryothraustes brasiliensis
- Casiornis fuscus
- Castanozoster thoracicus
- Celeus flavus subflavus
- Celeus obrieni
- Celeus ochraceus
- Celeus torquatus
- Celeus torquatus tinnunculus
- Cercomacra brasiliana
- Cercomacra ferdinandi
- Chamaeza meruloides
- Chamaeza nobilis fulvipectus
- Cichlocolaptes leucophrus
- Cichlocolaptes leucophrus leucophrus
- Cichlocolaptes mazarbarnetti
- Cinclodes espinhacensis
- Cinclodes pabsti
- Clytoctantes atrogularis
- Colibri delphinae greenewalti
- Columbina cyanopis
- Compsothraupis loricata
- Conopophaga cearae
- Conopophaga lineata lineata
- Conopophaga melanops nigrifrons
- Conopophaga melanops
- Conopophaga roberti
- Conothraupis mesoleuca
- Cotinga maculata
- Cranioleuca muelleri
- Cranioleuca pallida
- Cranioleuca semicinerea
- Crax blumenbachii
- Crax fasciolata pinima
- Crypturellus noctivagus
- Crypturellus zabele
- Cyanocorax cyanopogon
- Cyanocorax hafferi
- Cyanopsitta spixii
- Cyphorhinus griseolateralis
- Cyphorhinus interpositus
- Dacnis nigripes
- Dendrexetastes paraensis paraensis
- Dendrocincla merula badia
- Dendrocincla taunayi
- Dendrocolaptes hoffmannsi
- Dendrocolaptes medius
- Dendrocolaptes retentus
- Dendrocolaptes ridgwayi
- Dendrocolaptes transfasciatus
- Discosura langsdorffi langsdorffi
- Drymophila ferruginea
- Drymophila genei
- Drymophila ochropyga
- Drymophila squamata
- Dysithamnus plumbeus
- Dysithamnus xanthopterus
- Elaenia ridleyana
- Eleoscytalopus indigoticus
- Eleoscytalopus psychopompus
- Embernagra longicauda
- Epinecrophylla dentei
- Eupsittula cactorum
- Formicivora acutirostris
- Formicivora erythronotos
- Formicivora grantsaui
- Formicivora iheringi
- Formicivora littoralis
- Formicivora paludicola
- Formicivora serrana
- Furnarius figulus
- Glaucidium mooreorum
- Glaucis dohrnii
- Grallaria varia distincta
- Grallaria varia intercedens
- Granatellus pelzelni paraensis
- Guaruba guarouba
- Heliodoxa rubricauda
- Hemithraupis ruficapilla
- Hemitriccus furcatus
- Hemitriccus griseipectus naumburgae
- Hemitriccus kaempferi
- Hemitriccus mirandae
- Hemitriccus nidipendulus
- Hemitriccus orbitatus
- Herpsilochmus pectoralis
- Herpsilochmus pileatus
- Herpsilochmus praedictus
- Herpsilochmus stotzi
- Hylexetastes brigidai
- Hylopezus ochroleucus
- Hylopezus paraensis
- Hylopezus whittakeri
- Hypocnemis hypoxantha ochraceiventris
- Hypocnemis rondoni
- Hypocnemis striata
- Icterus jamacaii
- Ilicura militaris
- Iodopleura pipra
- Iodopleura pipra leucopygia
- Iodopleura pipra pipra
- Jacamaralcyon tridactyla
- Knipolegus franciscanus
- Knipolegus nigerrimus
- Laniisoma elegans
- Lepidocolaptes layardi
- Lepidocolaptes squamatus
- Lepidocolaptes wagleri
- Lepidothrix iris iris
- Lepidothrix iris
- Lepidothrix vilasboasi
- Leptasthenura striolata
- Leptodon forbesi
- Lipaugus ater
- Lipaugus conditus
- Lipaugus lanioides
- Lophornis magnificus
- Machaeropterus regulus
- Malacoptila minor
- Malacoptila striata
- Megascops ater
- Megascops stangiae
- Megaxenops parnaguae
- Merulaxis ater
- Merulaxis stresemanni
- Microspingus cinereus
- Microspingus lateralis
- Momotus momota marcgravianus
- Monasa morphoeus morphoeus
- Myiothlypis leucophrys
- Myrmelastes rufifacies
- Myrmoborus lugubris
- Myrmoborus stictopterus
- Myrmoderus loricatus
- Myrmoderus ruficauda
- Myrmoderus squamosus
- Myrmothera subcanescens
- Myrmotherula fluminensis
- Myrmotherula iheringi
- Myrmotherula klagesi
- Myrmotherula minor
- Myrmotherula snowi
- Myrmotherula unicolor
- Myrmotherula urosticta
- Nemosia rourei
- Neomorphus geoffroyi dulcis
- Neomorphus geoffroyi geoffroyi
- Neomorphus squamiger
- Neopelma aurifrons
- Neopelma chrysolophum
- Nonnula amaurocephala
- Nyctibius leucopterus
- Nyctidromus hirundinaceus
- Nyctiprogne vielliardi
- Nystalus maculatus
- Nystalus torridus
- Odontophorus capueira plumbeicollis
- Onychorhynchus swainsoni
- Orchesticus abeillei
- Ortalis araucuan
- Ortalis remota
- Ortalis ruficeps
- Ortalis squamata
- Ortalis superciliaris
- Orthogonys chloricterus
- Oxyruncus cristatus tocantinsi
- Paroaria baeri
- Paroaria dominicana
- Paroaria xinguensis
- Pauxi mitu
- Penelope jacucaca
- Penelope ochrogaster
- Penelope pileata
- Penelope superciliaris alagoensis
- Percnostola subcristata
- Phacellodomus erythrophthalmus
- Phaethornis aethopygus
- Phaethornis idaliae
- Phaethornis major
- Phaethornis maranhaoensis
- Phaethornis margarettae
- Phaethornis squalidus
- Philydor novaesi
- Phlegopsis borbae
- Phlegopsis nigromaculata confinis
- Phlegopsis nigromaculata paraensis
- Phyllomyias griseocapilla
- Phylloscartes beckeri
- Phylloscartes ceciliae
- Phylloscartes difficilis
- Phylloscartes kronei
- Phylloscartes oustaleti
- Phylloscartes roquettei
- Piculus paraensis
- Piculus polyzonus
- Picumnus exilis
- Picumnus fulvescens
- Picumnus limae
- Picumnus pernambucensis
- Picumnus pygmaeus
- Picumnus varzeae
- Pionus reichenowi
- Piprites chloris grisescens
- Platyrinchus mystaceus niveigularis
- Poecilotriccus senex
- Polioptila atricapilla
- Polioptila attenboroughi
- Polystictus superciliaris
- Procnias albus wallacei
- Procnias averano averano
- Pseudoseisura cristata
- Psophia dextralis
- Psophia interjecta
- Psophia obscura
- Psophia ochroptera
- Psophia viridis
- Pteroglossus azara
- Pteroglossus bitorquatus bitorquatus
- Pulsatrix perspicillata
- Pyriglena atra
- Pyriglena leuconota
- Pyriglena pernambucensis
- Pyriglena similis
- Pyrilia aurantiocephala
- Pyrilia vulturina
- Pyrrhura amazonum
- Pyrrhura anerythra
- Pyrrhura coerulescens
- Pyrrhura cruentata
- Pyrrhura griseipectus
- Pyrrhura leucotis
- Pyrrhura lucianii
- Pyrrhura pfrimeri
- Radinopsyche sellowi
- Ramphodon naevius
- Rhegmatorhina berlepschi
- Rhegmatorhina gymnops
- Rhegmatorhina hoffmannsi
- Rhopias gularis
- Rhopornis ardesiacus
- Sakesphoroides cristatus
- Sakesphoroides niedeguidonae
- Sakesphorus luctuosus
- Schiffornis turdina intermedia
- Sclerurus caudacutus
- Sclerurus caudacutus
- Sclerurus cearensis
- Sclerurus macconnelli
- Scytalopus diamantinensis
- Scytalopus gonzagai
- Scytalopus iraiensis
- Scytalopus novacapitalis
- Scytalopus petrophilus
- Scytalopus speluncae
- Selenidera gouldii baturitensis
- Serpophaga hypoleuca pallida
- Spinus yarrellii
- Sporophila albogularis
- Sporophila ardesiaca
- Sporophila beltoni
- Sporophila melanogaster
- Stephanoxis lalandi
- Stigmatura budytoides gracilis
- Stilpnia peruviana
- Synallaxis cinerea
- Synallaxis hellmayri
- Synallaxis infuscata
- Synallaxis simoni
- Tangara brasiliensis
- Tangara cyanocephala cearensis
- Tangara cyanomelas
- Tangara cyanoventris
- Tangara desmaresti
- Tangara fastuosa
- Tangara velia
- Terenura sicki
- Thalurania watertonii
- Thamnomanes caesius caesius
- Thamnophilus aethiops distans
- Thamnophilus ambiguus
- Thamnophilus caerulescens cearensis
- Thamnophilus caerulescens pernambucensis
- Thamnophilus capistratus
- Thamnophilus divisorius
- Thamnophilus nigrocinereus huberi
- Thamnophilus nigrocinereus tschudii
- Thamnophilus pelzelni
- Thraupis cyanoptera
- Thraupis ornata
- Threnetes leucurus medianus
- Thripophaga macroura
- Todirostrum poliocephalum
- Tolmomyias sucunduri
- Touit melanonotus
- Touit surdus
- Triclaria malachitacea
- Trogon collaris
- Tunchiornis ochraceiceps
- Veniliornis maculifrons
- Vireo gracilirostris
- Xenops minutus alagoanus
- Xiphocolaptes carajaensis
- Xiphocolaptes falcirostris
- Xipholena atropurpurea
- Xipholena lamellipennis
- Xiphorhynchus atlanticus
- Xiphorhynchus guttatoides gracilirostris
- Zimmerius chicomendesi

## Répteis(375):
- Acanthochelys radiolata
- Acratosaura mentalis
- Acratosaura spinosa
- Alexandresaurus camacan
- Alopoglossus amazonius
- Alopoglossus meloi
- Ameiva parecis
- Ameivula confusioniba
- Ameivula cyanura
- Ameivula jalapensis
- Ameivula mumbuca
- Ameivula nativo
- Ameivula nigrigula
- Ameivula pyrrhogularis
- Ameivula xacriaba
- Amerotyphlops amoipira
- Amerotyphlops arenensis
- Amerotyphlops paucisquamus
- Amerotyphlops yonenagae
- Amnesteophis melanauchen
- Amphisbaena absaberi
- Amphisbaena acrobeles
- Amphisbaena anaemariae
- Amphisbaena anomala
- Amphisbaena arda
- Amphisbaena arenaria
- Amphisbaena arenicola
- Amphisbaena bahiana
- Amphisbaena bedai
- Amphisbaena bilabialata
- Amphisbaena brasiliana
- Amphisbaena brevis
- Amphisbaena caetitensis
- Amphisbaena caiari
- Amphisbaena carli
- Amphisbaena carvalhoi
- Amphisbaena crisae
- Amphisbaena cuiabana
- Amphisbaena cunhai
- Amphisbaena dubia
- Amphisbaena filiformis
- Amphisbaena frontalis
- Amphisbaena hastata
- Amphisbaena heathi
- Amphisbaena hogei
- Amphisbaena hoogmoedi
- Amphisbaena ibijara
- Amphisbaena ignatiana
- Amphisbaena kraoh
- Amphisbaena leucocephala
- Amphisbaena littoralis
- Amphisbaena longinqua
- Amphisbaena lumbricalis
- Amphisbaena maranhensis
- Amphisbaena mebengokre
- Amphisbaena miringoera
- Amphisbaena mitchelli
- Amphisbaena mongoyo
- Amphisbaena nana
- Amphisbaena neglecta
- Amphisbaena nigricauda
- Amphisbaena pretrei
- Amphisbaena ridleyi
- Amphisbaena sanctaeritae
- Amphisbaena saxosa
- Amphisbaena steindachneri
- Amphisbaena supernumeraria
- Amphisbaena talisiae
- Amphisbaena tragorrhectes
- Amphisbaena uroxena
- Anotosaura collaris
- Anotosaura vanzolinia
- Apostolepis adhara
- Apostolepis albicollaris
- Apostolepis arenaria
- Apostolepis borellii
- Apostolepis cearensis
- Apostolepis christineae
- Apostolepis flavotorquata
- Apostolepis gaboi
- Apostolepis goiasensis
- Apostolepis kikoi
- Apostolepis lineata
- Apostolepis longicaudata
- Apostolepis mariae
- Apostolepis nelsonjorgei
- Apostolepis polylepis
- Apostolepis roncadori
- Apostolepis rondoni
- Apostolepis sanctaeritae
- Apostolepis serrana
- Apostolepis striata
- Apostolepis tertulianobeui
- Apostolepis vittata
- Atractus aboiporu
- Atractus akerios
- Atractus albuquerquei
- Atractus alphonsehogei
- Atractus altagratiae
- Atractus boimirim
- Atractus caete
- Atractus dapsilis
- Atractus edioi
- Atractus francoi
- Atractus guentheri
- Atractus hoogmoedi
- Atractus maculatus
- Atractus nawa
- Atractus pantostictus
- Atractus potschi
- Atractus ronnie
- Atractus serranus
- Atractus spinalis
- Atractus stygius
- Atractus surucucu
- Atractus tartarus
- Atractus trihedrurus
- Atractus zebrinus
- Bachia cacerensis
- Bachia didactyla
- Bachia geralista
- Bachia micromela
- Bachia oxyrhina
- Bachia panoplia
- Bachia psamophila
- Bachia remota
- Bachia scaea
- Bachia scolecoides
- Boa atlantica
- Boiruna sertaneja
- Bothrops alcatraz
- Bothrops erythromelas
- Bothrops fonsecai
- Bothrops insularis
- Bothrops itapetiningae
- Bothrops leucurus
- Bothrops lutzi
- Bothrops marajoensis
- Bothrops marmoratus
- Bothrops muriciensis
- Bothrops neuwiedi
- Bothrops otavioi
- Bothrops pirajai
- Brasiliscincus agilis
- Brasiliscincus caissara
- Brasiliscincus heathi
- Caaeteboia amarali
- Calamodontophis ronaldoi
- Calyptommatus confusionibus
- Calyptommatus leiolepis
- Calyptommatus nicterus
- Calyptommatus sinebrachiatus
- Caparaonia itaiquara
- Cercosaura anordosquama
- Cercosaura quadrilineata
- Chironius brazili
- Chironius diamantina
- Chironius foveatus
- Chironius laevicollis
- Clelia hussami
- Coleodactylus brachystoma
- Coleodactylus elizae
- Coleodactylus meridionalis
- Coleodactylus natalensis
- Colobodactylus dalcyanus
- Colobodactylus taunayi
- Colobosauroides carvalhoi
- Colobosauroides cearensis
- Contomastix vacariensis
- Copeoglossum arajara
- Corallus cropanii
- Coronelaps lepidus
- Dactyloa nasofrontalis
- Dactyloa neglecta
- Dactyloa phyllorhina
- Dactyloa pseudotigrina
- Dendrophidion atlantica
- Diploglossus lessonae
- Dipsas albifrons
- Dipsas alternans
- Dipsas bothropoides
- Dipsas neuwiedi
- Dipsas sazimai
- Dryadosaura nordestina
- Echinanthera amoena
- Echinanthera cephalomaculata
- Echinanthera cephalostriata
- Echinanthera melanostigma
- Echinanthera undulata
- Ecpleopus gaudichaudii
- Elapomorphus quinquelineatus
- Elapomorphus wuchereri
- Enyalius bibronii
- Enyalius bilineatus
- Enyalius boulengeri
- Enyalius brasiliensis
- Enyalius catenatus
- Enyalius erythroceneus
- Enyalius iheringii
- Enyalius leechii
- Enyalius perditus
- Enyalius pictus
- Epicrates assisi
- Epictia borapeliotes
- Epictia clinorostris
- Erythrolamprus atraventer
- Erythrolamprus carajasensis
- Erythrolamprus maryellenae
- Erythrolamprus mossoroensis
- Erythrolamprus rochai
- Erythrolamprus viridis
- Eurolophosaurus amathites
- Eurolophosaurus divaricatus
- Eurolophosaurus nanuzae
- Eutrachelophis papilio
- Glaucomastix abaetensis
- Glaucomastix littoralis
- Glaucomastix venetacauda
- Gomesophis brasiliensis
- Gonatodes eladioi
- Gonatodes nascimentoi
- Gonatodes tapajonicus
- Gymnodactylus amarali
- Gymnodactylus darwinii
- Gymnodactylus geckoides
- Gymnodactylus guttulatus
- Gymnodactylus vanzolinii
- Helicops acangussu
- Helicops apiaka
- Helicops boitata
- Helicops carinicaudus
- Helicops gomesi
- Helicops modestus
- Helicops nentur
- Helicops phantasma
- Helicops tapajonicus
- Helicops trivittatus
- Hemidactylus agrius
- Hemidactylus brasilianus
- Heterodactylus imbricatus
- Heterodactylus lundii
- Heterodactylus septentrionalis
- Hydromedusa maximiliani
- Kentropyx vanzoi
- Leposoma annectans
- Leposoma baturitensis
- Leposoma nanodactylus
- Leposoma puk
- Leposoma scincoides
- Leposoma sinepollex
- Leposternon cerradensis
- Leposternon infraorbitale
- Leposternon kisteumacheri
- Leposternon maximus
- Leposternon octostegum
- Leposternon polystegum
- Leposternon scutigerum
- Leposternon wuchereri
- Leptodeira tarairiu
- Leptophis dibernardoi
- Leptophis liocercus
- Lioheterophis iheringi
- Liolaemus arambarensis
- Liolaemus lutzae
- Liotyphlops caissara
- Liotyphlops schubarti
- Liotyphlops sousai
- Liotyphlops taylori
- Liotyphlops trefauti
- Liotyphlops wilderi
- Loxopholis ferreirai
- Loxopholis osvaldoi
- Lygodactylus klugei
- Marinussaurus curupira
- Mesobaena rhachicephala
- Mesoclemmys perplexa
- Mesoclemmys tuberculata
- Micrablepharus atticolus
- Micrurus boicora
- Micrurus brasiliensis
- Micrurus decoratus
- Micrurus ibiboboca
- Micrurus potyguara
- Mussurana montana
- Norops brasiliensis
- Norops williamsii
- Nothobachia ablephara
- Phalotris concolor
- Phalotris labiomaculatus
- Phalotris lativittatus
- Phalotris multipunctatus
- Phalotris nasutus
- Philodryas arnaldoi
- Phyllopezus lutzae
- Phyllopezus periosus
- Placosoma cipoense
- Placosoma cordylinum
- Placosoma glabellum
- Procellosaurinus erythrocercus
- Procellosaurinus tetradactylus
- Pseudoboa martinsi
- Pseudoboa serrana
- Pseudogonatodes gasconi
- Psilops paeminosus
- Psomophis joberti
- Psychosaura agmosticha
- Psychosaura macrorhyncha
- Ptychophis flavovirgatus
- Ranacephala hogei
- Rhachisaurus brachylepis
- Rodriguesophis chui
- Rodriguesophis iglesiasi
- Rodriguesophis scriptorcibatus
- Rondonops biscutatus
- Rondonops xanthomystax
- Scriptosaura catimbau
- Siagonodon acutirostris
- Siphlophis leucocephalus
- Siphlophis longicaudatus
- Siphlophis pulcher
- Sordellina punctata
- Stenocercus canastra
- Stenocercus dumerilii
- Stenocercus quinarius
- Stenocercus sinesaccus
- Stenocercus squarrosus
- Stenocercus tricristatus
- Stenolepis ridleyi
- Strobilurus torquatus
- Taeniophallus affinis
- Taeniophallus bilineatus
- Taeniophallus persimilis
- Taeniophallus quadriocellatus
- Tantilla boipiranga
- Thamnodynastes almae
- Thamnodynastes longicaudus
- Thamnodynastes phoenix
- Thamnodynastes rutilus
- Thamnodynastes sertanejo
- Trachemys adiutrix
- Trachylepis atlantica
- Trilepida brasiliensis
- Trilepida fuliginosa
- Trilepida jani
- Trilepida koppesi
- Trilepida salgueiroi
- Tropidodryas serra
- Tropidodryas striaticeps
- Tropidophis grapiuna
- Tropidophis paucisquamis
- Tropidurus cocorobensis
- Tropidurus erythrocephalus
- Tropidurus helenae
- Tropidurus hygomi
- Tropidurus imbituba
- Tropidurus insulanus
- Tropidurus itambere
- Tropidurus jaguaribanus
- Tropidurus montanus
- Tropidurus mucujensis
- Tropidurus oreadicus
- Tropidurus pinima
- Tropidurus psammonastes
- Tropidurus semitaeniatus
- Tropidurus sertanejo
- Tupinambis matipu
- Tupinambis palustris
- Tupinambis quadrilineatus
- Urostrophus vautieri
- Vanzosaura multiscutata
- Vanzosaura savanicola
- Xenodon guentheri
- Xenodon matogrossensis
- Xenodon nattereri

## Anfíbios(753)
- Adelophryne baturitensis
- Adelophryne glandulata
- Adelophryne maranguapensis
- Adelophryne meridionalis
- Adelophryne michelin
- Adelophryne mucronata
- Adelophryne pachydactyla
- Adelphobates castaneoticus
- Adelphobates galactonotus
- Adenomera ajurauna
- Adenomera araucaria
- Adenomera bokermanni
- Adenomera cotuba
- Adenomera engelsi
- Adenomera juikitam
- Adenomera marmorata
- Adenomera martinezi
- Adenomera nana
- Adenomera saci
- Adenomera thomei
- Alainia albolineata
- Alainia ernestoi
- Alainia fulvorufa
- Alainia microdiscus
- Allobates bacurau
- Allobates brunneus
- Allobates caeruleodactylus
- Allobates crombiei
- Allobates fuscellus
- Allobates gasconi
- Allobates goianus
- Allobates grillisimilis
- Allobates hodli
- Allobates juami
- Allobates magnussoni
- Allobates masniger
- Allobates nidicola
- Allobates olfersioides
- Allobates subfolionidificans
- Allobates tapajos
- Allobates tinae
- Allobates vanzolinius
- Allophryne relicta
- Amazophrynella bokermanni
- Amazophrynella manaos
- Amazophrynella vote
- Amazophrynella xinguensis
- Ameerega berohoka
- Ameerega braccata
- Ameerega flavopicta
- Ameerega munduruku
- Ameerega pulchripecta
- Anomaloglossus apiau
- Anomaloglossus stepheni
- Anomaloglossus tepequem
- Aplastodiscus albofrenatus
- Aplastodiscus albosignatus
- Aplastodiscus arildae
- Aplastodiscus cavicola
- Aplastodiscus cochranae
- Aplastodiscus ehrhardti
- Aplastodiscus eugenioi
- Aplastodiscus flumineus
- Aplastodiscus ibirapitanga
- Aplastodiscus leucopygius
- Aplastodiscus lutzorum
- Aplastodiscus musicus
- Aplastodiscus sibilatus
- Aplastodiscus weygoldti
- Arcovomer passarellii
- Atretochoana eiselti
- Bahius bilineatus
- Barycholos ternetzi
- Boana albomarginata
- Boana atlantica
- Boana bischoffi
- Boana botumirim
- Boana buriti
- Boana caiapo
- Boana caipora
- Boana cambui
- Boana cipoensis
- Boana claresignata
- Boana clepsydra
- Boana crepitans
- Boana cymbalum
- Boana ericae
- Boana exastis
- Boana freicanecae
- Boana goiana
- Boana guentheri
- Boana icamiaba
- Boana jaguariaivensis
- Boana joaquini
- Boana leptolineata
- Boana leucocheila
- Boana lundii
- Boana marginata
- Boana paranaiba
- Boana pardalis
- Boana poaju
- Boana polytaenia
- Boana pombali
- Boana prasina
- Boana secedens
- Boana semiguttata
- Boana semilineata
- Boana stellae
- Boana stenocephala
- Bokermannohyla ahenea
- Bokermannohyla alvarengai
- Bokermannohyla astartea
- Bokermannohyla capra
- Bokermannohyla caramaschii
- Bokermannohyla carvalhoi
- Bokermannohyla circumdata
- Bokermannohyla diamantina
- Bokermannohyla flavopicta
- Bokermannohyla gouveai
- Bokermannohyla hylax
- Bokermannohyla ibitiguara
- Bokermannohyla ibitipoca
- Bokermannohyla itapoty
- Bokermannohyla izecksohni
- Bokermannohyla juiju
- Bokermannohyla langei
- Bokermannohyla lucianae
- Bokermannohyla luctuosa
- Bokermannohyla martinsi
- Bokermannohyla nanuzae
- Bokermannohyla napolii
- Bokermannohyla oxente
- Bokermannohyla pseudopseudis
- Bokermannohyla ravida
- Bokermannohyla sagarana
- Bokermannohyla sapiranga
- Bokermannohyla saxicola
- Bokermannohyla sazimai
- Bokermannohyla vulcaniae
- Bolitoglossa caldwellae
- Bolitoglossa madeira
- Bolitoglossa paraensis
- Bolitoglossa tapajonica
- Brachycephalus actaeus
- Brachycephalus albolineatus
- Brachycephalus alipioi
- Brachycephalus atelopoide
- Brachycephalus auroguttatus
- Brachycephalus boticario
- Brachycephalus brunneus
- Brachycephalus bufonoides
- Brachycephalus coloratus
- Brachycephalus crispus
- Brachycephalus curupira
- Brachycephalus darkside
- Brachycephalus didactylus
- Brachycephalus ephippium
- Brachycephalus ferruginus
- Brachycephalus fuscolineatus
- Brachycephalus garbeanus
- Brachycephalus guarani
- Brachycephalus hermogenesi
- Brachycephalus izecksohni
- Brachycephalus leopardus
- Brachycephalus margaritatus
- Brachycephalus mariaeterezae
- Brachycephalus mirissimus
- Brachycephalus nodoterga
- Brachycephalus olivaceus
- Brachycephalus pernix
- Brachycephalus pitanga
- Brachycephalus pombali
- Brachycephalus pulex
- Brachycephalus quiririensis
- Brachycephalus sulfuratus
- Brachycephalus toby
- Brachycephalus tridactylus
- Brachycephalus verrucosus
- Brachycephalus vertebralis
- Brasilotyphlus braziliensis
- Brasilotyphlus guarantanus
- Caecilia armata
- Ceratophrys aurita
- Ceratophrys joazeirensis
- Chiasmocleis alagoana
- Chiasmocleis altomontana
- Chiasmocleis atlantica
- Chiasmocleis avilapiresae
- Chiasmocleis capixaba
- Chiasmocleis centralis
- Chiasmocleis cordeiroi
- Chiasmocleis crucis
- Chiasmocleis gnoma
- Chiasmocleis lacrimae
- Chiasmocleis leucosticta
- Chiasmocleis mantiqueira
- Chiasmocleis mehelyi
- Chiasmocleis migueli
- Chiasmocleis papachibe
- Chiasmocleis quilombola
- Chiasmocleis sapiranga
- Chiasmocleis schubarti
- Chiasmocleis veracruz
- Chthonerpeton arii
- Chthonerpeton braestrupi
- Chthonerpeton exile
- Chthonerpeton noctinectes
- Chthonerpeton perissodus
- Chthonerpeton tremembe
- Chthonerpeton viviparum
- Corythomantis greeningi
- Crossodactylodes bokermanni
- Crossodactylodes itambe
- Crossodactylodes izecksohni
- Crossodactylodes pintoi
- Crossodactylodes septentrionalis
- Crossodactylus boulengeri
- Crossodactylus caramaschii
- Crossodactylus cyclospinus
- Crossodactylus dantei
- Crossodactylus dispar
- Crossodactylus franciscanus
- Crossodactylus gaudichaudii
- Crossodactylus grandis
- Crossodactylus lutzorum
- Crossodactylus timbuhy
- Crossodactylus trachystomus
- Crossodactylus werneri
- Cycloramphus acangatan
- Cycloramphus asper
- Cycloramphus bandeirensis
- Cycloramphus bolitoglossus
- Cycloramphus boraceiensis
- Cycloramphus brasiliensis
- Cycloramphus carvalhoi
- Cycloramphus catarinensis
- Cycloramphus cedrensis
- Cycloramphus diringshofeni
- Cycloramphus dubius
- Cycloramphus duseni
- Cycloramphus eleutherodactylus
- Cycloramphus faustoi
- Cycloramphus fuliginosus
- Cycloramphus granulosus
- Cycloramphus heyeri
- Cycloramphus izecksohni
- Cycloramphus juimirim
- Cycloramphus lithomimeticus
- Cycloramphus lutzorum
- Cycloramphus migueli
- Cycloramphus mirandaribeiroi
- Cycloramphus ohausi
- Cycloramphus organensis
- Cycloramphus parvulus
- Cycloramphus rhyakonastes
- Cycloramphus semipalmatus
- Cycloramphus stejnegeri
- Cycloramphus valae
- Dasypops schirchi
- Dendrophryniscus berthalutzae
- Dendrophryniscus brevipollicatus
- Dendrophryniscus carvalhoi
- Dendrophryniscus krausae
- Dendrophryniscus leucomystax
- Dendrophryniscus oreites
- Dendrophryniscus organensis
- Dendrophryniscus proboscideus
- Dendrophryniscus skuki
- Dendrophryniscus stawiarskyi
- Dendropsophus anataliasiasi
- Dendropsophus anceps
- Dendropsophus araguaya
- Dendropsophus berthalutzae
- Dendropsophus bipunctatus
- Dendropsophus branneri
- Dendropsophus bromeliaceus
- Dendropsophus cachimbo
- Dendropsophus cerradensis
- Dendropsophus decipiens
- Dendropsophus dutrai
- Dendropsophus elegans
- Dendropsophus giesleri
- Dendropsophus haddadi
- Dendropsophus limai
- Dendropsophus mapinguari
- Dendropsophus meridianus
- Dendropsophus microps
- Dendropsophus minimus
- Dendropsophus nahdereri
- Dendropsophus nekronastes
- Dendropsophus novaisi
- Dendropsophus oliveirai
- Dendropsophus ozzyi
- Dendropsophus pauiniensis
- Dendropsophus pseudomeridianus
- Dendropsophus rhea
- Dendropsophus ruschii
- Dendropsophus seniculus
- Dendropsophus soaresi
- Dendropsophus studerae
- Dendropsophus tintinnabulum
- Dendropsophus tritaeniatus
- Dendropsophus walfordi
- Dendropsophus werneri
- Dendropsophus xapuriensis
- Dryaderces inframaculata
- Elachistocleis bumbameuboi
- Elachistocleis carvalhoi
- Elachistocleis cesarii
- Elachistocleis corumbaensis
- Elachistocleis erythrogaster
- Elachistocleis magna
- Elachistocleis piauiensis
- Elachistocleis surumu
- Eotheca fissipes
- Eotheca flamma
- Eotheca megacephala
- Eotheca prasina
- Eotheca pulchra
- Eotheca recava
- Euparkerella brasiliensis
- Euparkerella cochranae
- Euparkerella cryptica
- Euparkerella robusta
- Euparkerella tridactyla
- Fritziana fissilis
- Fritziana goeldii
- Fritziana izecksohni
- Fritziana ohausi
- Fritziana tonimi
- Fritziana ulei
- Frostius erythrophthalmus
- Frostius pernambucensis
- Gabohyla pauloalvini
- Haddadus aramunha
- Haddadus binotatus
- Haddadus plicifer
- Holoaden bradei
- Holoaden luederwaldti
- Holoaden pholeter
- Holoaden suarezi
- Hyalinobatrachium muiraquitan
- Hydrolaetare dantasi
- Hyla imitator
- Hylodes amnicola
- Hylodes asper
- Hylodes babax
- Hylodes caete
- Hylodes cardosoi
- Hylodes charadranaetes
- Hylodes dactylocinus
- Hylodes fredi
- Hylodes glaber
- Hylodes heyeri
- Hylodes japi
- Hylodes lateristrigatus
- Hylodes magalhaesi
- Hylodes meridionalis
- Hylodes mertensi
- Hylodes nasus
- Hylodes ornatus
- Hylodes otavioi
- Hylodes perere
- Hylodes perplicatus
- Hylodes phyllodes
- Hylodes pipilans
- Hylodes regius
- Hylodes sazimai
- Hylodes uai
- Hylodes vanzolinii
- Hylomantis aspera
- Hylomantis granulosa
- Ischnocnema abdita
- Ischnocnema bolbodactyla
- Ischnocnema colibri
- Ischnocnema concolor
- Ischnocnema epipeda
- Ischnocnema erythromera
- Ischnocnema feioi
- Ischnocnema garciai
- Ischnocnema gehrti
- Ischnocnema gualteri
- Ischnocnema guentheri
- Ischnocnema hoehnei
- Ischnocnema holti
- Ischnocnema izecksohni
- Ischnocnema juipoca
- Ischnocnema karst
- Ischnocnema lactea
- Ischnocnema manezinho
- Ischnocnema melanopygia
- Ischnocnema nanahallux
- Ischnocnema nasuta
- Ischnocnema nigriventris
- Ischnocnema octavioi
- Ischnocnema oea
- Ischnocnema paranaensis
- Ischnocnema parnaso
- Ischnocnema parva
- Ischnocnema penaxavantinho
- Ischnocnema pusilla
- Ischnocnema randorum
- Ischnocnema sambaqui
- Ischnocnema spanios
- Ischnocnema surda
- Ischnocnema venancioi
- Ischnocnema verrucosa
- Ischnocnema vizottoi
- Leptodactylus caatingae
- Leptodactylus camaquara
- Leptodactylus cunicularius
- Leptodactylus cupreus
- Leptodactylus flavopictus
- Leptodactylus hylodes
- Leptodactylus jolyi
- Leptodactylus latrans
- Leptodactylus lauramiriamae
- Leptodactylus marambaiae
- Leptodactylus natalensis
- Leptodactylus notoaktites
- Leptodactylus ochraceus
- Leptodactylus oreomantis
- Leptodactylus paraensis
- Leptodactylus pustulatus
- Leptodactylus sertanejo
- Leptodactylus spixi
- Leptodactylus tapiti
- Leptodactylus troglodytes
- Leptodactylus viridis
- Lysapsus caraya
- Macrogenioglottus alipioi
- Megaelosia goeldii
- Melanophryniscus admirabilis
- Melanophryniscus alipioi
- Melanophryniscus biancae
- Melanophryniscus cambaraensis
- Melanophryniscus dorsalis
- Melanophryniscus macrogranulosus
- Melanophryniscus milanoi
- Melanophryniscus moreirae
- Melanophryniscus peritus
- Melanophryniscus setiba
- Melanophryniscus simplex
- Melanophryniscus spectabilis
- Melanophryniscus tumifrons
- Melanophryniscus vilavelhensis
- Melanophryniscus xanthostomus
- Microcaecilia butantan
- Microcaecilia marvaleewakeae
- Microcaecilia rochai
- Microcaecilia supernumeraria
- Microcaecilia trombetas
- Mimosiphonops reinhardti
- Mimosiphonops vermiculatus
- Myersiella microps
- Nyctimantis arapapa
- Nyctimantis bokermanni
- Nyctimantis brunoi
- Nyctimantis galeata
- Nyctimantis pomba
- Odontophrynus carvalhoi
- Odontophrynus cultripes
- Odontophrynus juquinha
- Odontophrynus monachus
- Oreobates antrum
- Oreobates heterodactylus
- Oreobates remotus
- Oreophrynella weiassipuensis
- Oscaecilia hypereumeces
- Osteocephalus camufatus
- Osteocephalus vilarsi
- Paratelmatobius cardosoi
- Paratelmatobius gaigeae
- Paratelmatobius lutzii
- Paratelmatobius mantiqueira
- Paratelmatobius poecilogaster
- Paratelmatobius yepiranga
- Phantasmarana apuana
- Phantasmarana bocainensis
- Phantasmarana boticariana
- Phantasmarana jordanensis
- Phantasmarana lutzae
- Phantasmarana massarti
- Phasmahyla cochranae
- Phasmahyla cruzi
- Phasmahyla exilis
- Phasmahyla guttata
- Phasmahyla jandaia
- Phasmahyla lisbella
- Phasmahyla spectabilis
- Phasmahyla timbo
- Phrynomedusa appendiculata
- Phrynomedusa bokermanni
- Phrynomedusa dryade
- Phrynomedusa fimbriata
- Phrynomedusa marginata
- Phrynomedusa vanzolinii
- Phyllodytes acuminatus
- Phyllodytes amadoi
- Phyllodytes brevirostris
- Phyllodytes edelmoi
- Phyllodytes gyrinaethes
- Phyllodytes kautskyi
- Phyllodytes luteolus
- Phyllodytes maculosus
- Phyllodytes megatympanum
- Phyllodytes melanomystax
- Phyllodytes praeceptor
- Phyllodytes punctatus
- Phyllodytes tuberculosus
- Phyllodytes wuchereri
- Phyllomedusa bahiana
- Phyllomedusa burmeisteri
- Phyllomedusa distincta
- Physalaemus aguirrei
- Physalaemus albifrons
- Physalaemus angrensis
- Physalaemus atim
- Physalaemus atlanticus
- Physalaemus barrioi
- Physalaemus bokermanni
- Physalaemus caete
- Physalaemus camacan
- Physalaemus cicada
- Physalaemus crombiei
- Physalaemus deimaticus
- Physalaemus erikae
- Physalaemus erythros
- Physalaemus evangelistai
- Physalaemus feioi
- Physalaemus insperatus
- Physalaemus irroratus
- Physalaemus jordanensis
- Physalaemus kroyeri
- Physalaemus lateristriga
- Physalaemus lisei
- Physalaemus maculiventris
- Physalaemus maximus
- Physalaemus moreirae
- Physalaemus nanus
- Physalaemus obtectus
- Physalaemus olfersii
- Physalaemus orophilus
- Physalaemus rupestris
- Physalaemus signifer
- Physalaemus soaresi
- Physalaemus spiniger
- Phyzelaphryne miriamae
- Pipa carvalhoi
- Pithecopus araguaius
- Pithecopus ayeaye
- Pithecopus centralis
- Pithecopus megacephalus
- Pithecopus nordestinus
- Pithecopus oreades
- Pithecopus rohdei
- Pithecopus rusticus
- Pleurodema alium
- Pleurodema diplolister
- Pristimantis latro
- Pristimantis paulodutrai
- Pristimantis ramagii
- Pristimantis ventrigranulosus
- Pristimantis vinhai
- Proceratophrys appendiculata
- Proceratophrys ararype
- Proceratophrys aridus
- Proceratophrys bagnoi
- Proceratophrys belzebul
- Proceratophrys boiei
- Proceratophrys branti
- Proceratophrys brauni
- Proceratophrys caramaschii
- Proceratophrys carranca
- Proceratophrys concavitympanum
- Proceratophrys cristiceps
- Proceratophrys cururu
- Proceratophrys dibernardoi
- Proceratophrys gladius
- Proceratophrys goyana
- Proceratophrys huntingtoni
- Proceratophrys itamari
- Proceratophrys izecksohni
- Proceratophrys laticeps
- Proceratophrys mantiqueira
- Proceratophrys melanopogon
- Proceratophrys minuta
- Proceratophrys moehringi
- Proceratophrys moratoi
- Proceratophrys palustris
- Proceratophrys paviotii
- Proceratophrys phyllostomus
- Proceratophrys pombali
- Proceratophrys redacta
- Proceratophrys renalis
- Proceratophrys rondonae
- Proceratophrys rotundipalpebra
- Proceratophrys salvatori
- Proceratophrys sanctaritae
- Proceratophrys schirchi
- Proceratophrys strussmannae
- Proceratophrys subguttata
- Proceratophrys tupinamba
- Proceratophrys vielliardi
- Pseudis bolbodactyla
- Pseudis cardosoi
- Pseudis fusca
- Pseudis tocantins
- Pseudopaludicola atragula
- Pseudopaludicola canga
- Pseudopaludicola facureae
- Pseudopaludicola florencei
- Pseudopaludicola giarettai
- Pseudopaludicola hyleaustralis
- Pseudopaludicola ibisoroca
- Pseudopaludicola jaredi
- Pseudopaludicola mineira
- Pseudopaludicola murundu
- Pseudopaludicola pocoto
- Pseudopaludicola restinga
- Pseudopaludicola saltica
- Rhinatrema ron
- Rhinella casconi
- Rhinella cerradensis
- Rhinella crucifer
- Rhinella gildae
- Rhinella granulosa
- Rhinella henseli
- Rhinella hoogmoedi
- Rhinella inopina
- Rhinella magnussoni
- Rhinella ocellata
- Rhinella pygmaea
- Rhinella rubescens
- Rhinella sebbeni
- Rhinella veredas
- Rupirana cardosoi
- Scinax agilis
- Scinax albicans
- Scinax alcatraz
- Scinax alter
- Scinax angrensis
- Scinax arduous
- Scinax argyreornatus
- Scinax ariadne
- Scinax atratus
- Scinax auratus
- Scinax belloni
- Scinax brieni
- Scinax cabralensis
- Scinax caissara
- Scinax caldarum
- Scinax camposseabrai
- Scinax canastrensis
- Scinax cardosoi
- Scinax carnevallii
- Scinax catharinae
- Scinax centralis
- Scinax constrictus
- Scinax cosenzai
- Scinax cretatus
- Scinax crospedospilus
- Scinax curicica
- Scinax cuspidatus
- Scinax dolloi
- Scinax duartei
- Scinax eurydice
- Scinax faivovichi
- Scinax flavoguttatus
- Scinax goya
- Scinax haddadorum
- Scinax hayii
- Scinax heyeri
- Scinax hiemalis
- Scinax humilis
- Scinax imbegue
- Scinax insperatus
- Scinax juncae
- Scinax jureia
- Scinax kautskyi
- Scinax littoralis
- Scinax littoreus
- Scinax longilineus
- Scinax luizotavioi
- Scinax machadoi
- Scinax maracaya
- Scinax melanodactylus
- Scinax melloi
- Scinax montivagus
- Scinax muriciensis
- Scinax obtriangulatus
- Scinax onca
- Scinax pachycrus
- Scinax peixotoi
- Scinax perpusillus
- Scinax pinimus
- Scinax pombali
- Scinax ranki
- Scinax rizibilis
- Scinax rogerioi
- Scinax rossaferesae
- Scinax rupestris
- Scinax sateremawe
- Scinax skaios
- Scinax skuki
- Scinax strigilatus
- Scinax tigrinus
- Scinax trapicheiroi
- Scinax tripui
- Scinax tupinamba
- Scinax tymbamirim
- Scinax villasboasi
- Scinax v-signatus
- Scythrophrys sawayae
- Siphonops hardyi
- Siphonops insulanus
- Siphonops leucoderus
- Sphaenorhynchus botocudo
- Sphaenorhynchus bromelicola
- Sphaenorhynchus cammaeus
- Sphaenorhynchus canga
- Sphaenorhynchus caramaschii
- Sphaenorhynchus mirim
- Sphaenorhynchus palustris
- Sphaenorhynchus planicola
- Sphaenorhynchus platycephalus
- Sphaenorhynchus prasinus
- Sphaenorhynchus surdus
- Stefania neblinae
- Stereocyclops histrio
- Stereocyclops incrassatus
- Stereocyclops palmipes
- Stereocyclops parkeri
- Thoropa lutzi
- Thoropa megatympanum
- Thoropa miliaris
- Thoropa petropolitana
- Thoropa saxatilis
- Thoropa taophora
- Trachycephalus atlas
- Trachycephalus dibernardoi
- Trachycephalus helioi
- Trachycephalus imitatrix
- Trachycephalus lepidus
- Trachycephalus mambaiensis
- Trachycephalus mesophaeus
- Trachycephalus nigromaculatus
- Vitreorana baliomma
- Vitreorana eurygnatha
- Vitreorana franciscana
- Vitreorana parvula
- Xenohyla eugenioi
- Xenohyla truncata

## Peixes Continentais (2237):
- Acentronichthys leptos
- Acestridium discus
- Acestridium gymnogaster
- Acestridium scutatum
- Acestridium triplax
- Acestrocephalus acutus
- Acestrocephalus maculosus
- Acestrocephalus nigrifasciatus
- Acestrocephalus pallidus
- Acestrocephalus stigmatus
- Acestrorhynchus altus
- Acestrorhynchus britskii
- Acestrorhynchus isalineae
- Acestrorhynchus maculipinna
- Acinocheirodon melanogramma
- Acnodon normani
- Acnodon senai
- Adontosternarchus duartei
- Aequidens epae
- Aequidens gerciliae
- Aequidens hoehnei
- Aequidens mauesanus
- Aequidens michaeli
- Aequidens pallidus
- Aequidens rondoni
- Aequidens tubicen
- Ageneiosus akamai
- Ageneiosus apiaka
- Ageneiosus polystictus
- Aguarunichthys tocantinsensis
- Amblydoras nheco
- Ammoglanis amapaensis
- Ammoglanis diaphanus
- Ammoglanis multidentatus
- Anablepsoides amanan
- Anablepsoides bahianus
- Anablepsoides cajariensis
- Anablepsoides cearensis
- Anablepsoides gamae
- Anablepsoides henschelae
- Anablepsoides hoetmeri
- Anablepsoides jari
- Anablepsoides luitalimae
- Anablepsoides ottonii
- Anablepsoides tocantinensis
- Anablepsoides urophthalmus
- Anablepsoides urubuiensis
- Anablepsoides vieirai
- Anablepsoides xinguensis
- Anchoviella sanfranciscana
- Anchoviella vaillanti
- Ancistomus feldbergae
- Ancistomus micrommatos
- Ancistomus snethlageae
- Ancistomus spilomma
- Ancistomus spinosissimus
- Ancistrus abilhoai
- Ancistrus agostinhoi
- Ancistrus aguaboensis
- Ancistrus claro
- Ancistrus cryptophthalmus
- Ancistrus cuiabae
- Ancistrus damasceni
- Ancistrus formoso
- Ancistrus fulvus
- Ancistrus jataiensis
- Ancistrus karajas
- Ancistrus krenakarore
- Ancistrus maximus
- Ancistrus minutus
- Ancistrus miracollis
- Ancistrus multispinis
- Ancistrus parecis
- Ancistrus ranunculus
- Ancistrus reisi
- Ancistrus stigmaticus
- Ancistrus tombador
- Ancistrus verecundus
- Apareiodon argenteus
- Apareiodon cavalcante
- Apareiodon davisi
- Apareiodon hasemani
- Apareiodon ibitiensis
- Apareiodon itapicuruensis
- Apareiodon machrisi
- Apareiodon piracicabae
- Apareiodon tigrinus
- Apareiodon vittatus
- Apareiodon vladii
- Aphanotorulus gomesi
- Aphanotorulus rubrocauda
- Aphyocharax agassizii
- Aphyocheirodon hemigrammus
- Aphyodite apiaka
- Aphyodite tupebas
- Apistogramma angayuara
- Apistogramma arua
- Apistogramma brevis
- Apistogramma caetei
- Apistogramma diplotaenia
- Apistogramma eleutheria
- Apistogramma elizabethae
- Apistogramma flavipedunculata
- Apistogramma geisleri
- Apistogramma gephyra
- Apistogramma gibbiceps
- Apistogramma hippolytae
- Apistogramma juruensis
- Apistogramma kullanderi
- Apistogramma meinkeni
- Apistogramma mendezi
- Apistogramma moae
- Apistogramma paucisquamis
- Apistogramma personata
- Apistogramma pertensis
- Apistogramma piauiensis
- Apistogramma pulchra
- Apistogramma regani
- Apistogramma salpinction
- Apistogramma taeniata
- Apistogramma tucurui
- Apistogramma uaupesi
- Apteronotus acidops
- Apteronotus lindalvae
- Araichthys loro
- Arapaima agassizii
- Arapaima leptosoma
- Arapaima mapae
- Archolaemus blax
- Archolaemus ferreirai
- Archolaemus janeae
- Archolaemus luciae
- Archolaemus orientalis
- Archolaemus santosi
- Argonectes robertsi
- Aspidoras albater
- Aspidoras aldebaran
- Aspidoras belenos
- Aspidoras brunneus
- Aspidoras carvalhoi
- Aspidoras depinnai
- Aspidoras eurycephalus
- Aspidoras fuscoguttatus
- Aspidoras gabrieli
- Aspidoras kiriri
- Aspidoras lakoi
- Aspidoras maculosus
- Aspidoras menezesi
- Aspidoras microgalaeus
- Aspidoras pauciradiatus
- Aspidoras poecilus
- Aspidoras psammatides
- Aspidoras raimundi
- Aspidoras rochai
- Aspidoras spilotus
- Aspidoras taurus
- Aspidoras velites
- Aspidoras virgulatus
- Astyanax argyrimarginatus
- Astyanax bagual
- Astyanax biotae
- Astyanax bourgeti
- Astyanax brachypterygium
- Astyanax brevirhinus
- Astyanax clavitaeniatus
- Astyanax courensis
- Astyanax cremnobates
- Astyanax depressirostris
- Astyanax dissimilis
- Astyanax dolinae
- Astyanax douradilho
- Astyanax elachylepis
- Astyanax epiagos
- Astyanax eremus
- Astyanax goyacensis
- Astyanax goyanensis
- Astyanax gracilior
- Astyanax guaricana
- Astyanax henseli
- Astyanax jacobinae
- Astyanax jenynsii
- Astyanax joaovitori
- Astyanax jordanensis
- Astyanax keronolepis
- Astyanax kullanderi
- Astyanax lorien
- Astyanax maculisquamis
- Astyanax microschemos
- Astyanax minor
- Astyanax nobre
- Astyanax novae
- Astyanax obscurus
- Astyanax pirabitira
- Astyanax pirapuan
- Astyanax procerus
- Astyanax rupestris
- Astyanax serratus
- Astyanax sincora
- Astyanax taurorum
- Astyanax totae
- Astyanax trierythropterus
- Astyanax turmalinensis
- Astyanax unitaeniatus
- Astyanax utiariti
- Astyanax varii
- Astyanax varzeae
- Astyanax vermilion
- Atlantirivulus depressus
- Atlantirivulus guanabarensis
- Atlantirivulus haraldsiolii
- Atlantirivulus janeiroensis
- Atlantirivulus jurubatibensis
- Atlantirivulus lazzarotoi
- Atlantirivulus luelingi
- Atlantirivulus maricensis
- Atlantirivulus nudiventris
- Atlantirivulus paranaguensis
- Atlantirivulus ribeirensis
- Atlantirivulus riograndensis
- Atlantirivulus santensis
- Atlantirivulus simplicis
- Atlantirivulus unaensis
- Auchenipterus britskii
- Auchenipterus fordicei
- Auchenipterus menezesi
- Australoheros autrani
- Australoheros barbosae
- Australoheros capixaba
- Australoheros ipatinguensis
- Australoheros macacuensis
- Australoheros macaensis
- Australoheros mattosi
- Australoheros mboapari
- Australoheros montanus
- Australoheros muriae
- Australoheros paraibae
- Australoheros perdi
- Australoheros ribeirae
- Australoheros ricani
- Australoheros robustus
- Australoheros sanguineus
- Australoheros saquarema
- Australoheros taura
- Australoheros tavaresi
- Austrolebias adloffi
- Austrolebias araucarianus
- Austrolebias bagual
- Austrolebias camaquensis
- Austrolebias carvalhoi
- Austrolebias cyaneus
- Austrolebias ephemerus
- Austrolebias ibicuiensis
- Austrolebias jaegari
- Austrolebias litzi
- Austrolebias minuano
- Austrolebias nachtigalli
- Austrolebias nigrofasciatus
- Austrolebias paucisquama
- Austrolebias pelotapes
- Austrolebias pongondo
- Austrolebias univentripinnis
- Austrolebias varzeae
- Axelrodia lindeae
- Bagropsis reinhardti
- Baryancistrus chrysolomus
- Baryancistrus hadrostomus
- Baryancistrus longipinnis
- Baryancistrus micropunctatus
- Baryancistrus niveatus
- Baryancistrus xanthellus
- Batrochoglanis melanurus
- Bergiaria westermanni
- Biotoecus opercularis
- Bivibranchia notata
- Bivibranchia velox
- Boehlkea weitzmani
- Brachychalcinus parnaibae
- Brachychalcinus reisi
- Brachychalcinus signatus
- Brachyglanis microphthalmus
- Brachyglanis nocturnus
- Brachyhypopomus belindae
- Brachyhypopomus cunia
- Brachyhypopomus degy
- Brachyhypopomus janeiroensis
- Brachyhypopomus jureiae
- Brachyhypopomus menezesi
- Brachyrhamdia meesi
- Brachyrhamdia rambarrani
- Brachyrhamdia thayeria
- Brochiloricaria macrodon
- Bryconamericus coeruleus
- Bryconamericus ecai
- Bryconamericus lambari
- Bryconamericus leptorhynchus
- Bryconamericus lethostigmus
- Bryconamericus megalepis
- Bryconamericus microcephalus
- Bryconamericus novae
- Bryconamericus ornaticeps
- Bryconamericus patriciae
- Bryconamericus pinnavittatus
- Bryconamericus tenuis
- Bryconamericus turiuba
- Brycon devillei
- Bryconexodon juruenae
- Bryconexodon trombetasi
- Brycon ferox
- Brycon gouldingi
- Brycon howesi
- Brycon insignis
- Brycon nattereri
- Brycon opalinus
- Bryconops allisoni
- Bryconops chernoffi
- Bryconops durbinae
- Bryconops hexalepis
- Bryconops marabaixo
- Bryconops munduruku
- Bryconops piracolina
- Bryconops rheoruber
- Bryconops sapezal
- Bryconops tocantinensis
- Brycon orthotaenia
- Brycon vermelha
- Bunocephalus erondinae
- Bunocephalus hartti
- Bunocephalus hertzi
- Bunocephalus larai
- Bunocephalus minerim
- Caenotropus schizodon
- Caiapobrycon tucurui
- Cambeva alphabelardense
- Cambeva balios
- Cambeva barbosae
- Cambeva betabelardense
- Cambeva biseriata
- Cambeva botuvera
- Cambeva brachykechenos
- Cambeva castroi
- Cambeva cauim
- Cambeva chrysornata
- Cambeva concolor
- Cambeva crassicaudata
- Cambeva cubataonis
- Cambeva diabola
- Cambeva diatropoporos
- Cambeva diffusa
- Cambeva duplimaculata
- Cambeva flavopicta
- Cambeva gamabelardense
- Cambeva grisea
- Cambeva guaraquessaba
- Cambeva guaratuba
- Cambeva guaratuba
- Cambeva guareiensis
- Cambeva horacioi
- Cambeva igobi
- Cambeva iheringi
- Cambeva imaruhy
- Cambeva longipalata
- Cambeva mboycy
- Cambeva melanoptera
- Cambeva naipi
- Cambeva notabilis
- Cambeva orbitofrontalis
- Cambeva panthera
- Cambeva paolence
- Cambeva papillifera
- Cambeva pascuali
- Cambeva pericoh
- Cambeva perkos
- Cambeva piraquara
- Cambeva plumbea
- Cambeva podostemophila
- Cambeva poikilos
- Cambeva stawiarski
- Cambeva taroba
- Cambeva tourensis
- Cambeva tropeiro
- Cambeva tupinamba
- Cambeva urubici
- Cambeva variegata
- Cambeva ventropapillata
- Cambeva zonata
- Campellolebias brucei
- Campellolebias chrysolineatus
- Campellolebias dorsimaculatus
- Campellolebias intermedius
- Centrodoras hasemani
- Centromochlus akwe
- Centromochlus ferrarisi
- Centromochlus meridionalis
- Centromochlus orca
- Centromochlus schultzi
- Centromochlus simplex
- Cetopsidium ferreirai
- Cetopsis arcana
- Cetopsis caiapo
- Cetopsis sandrae
- Cetopsis sarcodes
- Cetopsorhamdia spilopleura
- Chalceus spilogyros
- Characidium alipioi
- Characidium bahiense
- Characidium barbosai
- Characidium bimaculatum
- Characidium brevirostre
- Characidium cacah
- Characidium clistenesi
- Characidium cricarense
- Characidium deludens
- Characidium fasciatum
- Characidium gomesi
- Characidium grajahuensis
- Characidium heirmostigmata
- Characidium helmeri
- Characidium iaquira
- Characidium interruptum
- Characidium japuhybense
- Characidium kalunga
- Characidium kamakan
- Characidium krenak
- Characidium lagosantense
- Characidium lanei
- Characidium lauroi
- Characidium litorale
- Characidium mirim
- Characidium nambiquara
- Characidium nana
- Characidium nupelia
- Characidium oiticicai
- Characidium papachibe
- Characidium samurai
- Characidium satoi
- Characidium schubarti
- Characidium stigmosum
- Characidium summum
- Characidium tapuia
- Characidium timbuiense
- Characidium travassosi
- Characidium vestigipinne
- Characidium vidali
- Characidium xanthopterum
- Characidium xavante
- Charax leticiae
- Chasmocranus brachynemus
- Chasmocranus lopezae
- Chasmocranus truncatorostris
- Cheirodon jaguaribensis
- Cheirodon macropterus
- Cheirodon parahybae
- Cichla jariina
- Cichla kelberi
- Cichla melaniae
- Cichla mirianae
- Cichla pinima
- Cichla piquiti
- Cichlasoma araguaiense
- Cichlasoma orientale
- Cichlasoma paranaense
- Cichlasoma sanctifranciscense
- Cichlasoma zarskei
- Cichla thyrorus
- Cichla vazzoleri
- Cnesterodon brevirostratus
- Cnesterodon carnegiei
- Cnesterodon hypselurus
- Cnesterodon iguape
- Cnesterodon omorgmatos
- Cnesterodon septentrionalis
- Compsaraia iara
- Compsura heterura
- Conorhynchos conirostris
- Copionodon elysium
- Copionodon exotatos
- Copionodon lianae
- Copionodon orthiocarinatus
- Copionodon pecten
- Coptobrycon bilineatus
- Corumbataia anosteos
- Corumbataia britskii
- Corumbataia canoeiro
- Corumbataia cuestae
- Corumbataia liliai
- Corumbataia lucianoi
- Corumbataia tocantinensis
- Corumbataia veadeiros
- Corydoras acrensis
- Corydoras adolfoi
- Corydoras amandajanea
- Corydoras apiaka
- Corydoras araguaiaensis
- Corydoras areio
- Corydoras benattii
- Corydoras bifasciatus
- Corydoras brittoi
- Corydoras burgessi
- Corydoras caudimaculatus
- Corydoras cervinus
- Corydoras cochui
- Corydoras costai
- Corydoras crimmeni
- Corydoras crypticus
- Corydoras davidsandsi
- Corydoras desana
- Corydoras difluviatilis
- Corydoras duplicareus
- Corydoras ehrhardti
- Corydoras ephippifer
- Corydoras eversi
- Corydoras flaveolus
- Corydoras froehlichi
- Corydoras garbei
- Corydoras gracilis
- Corydoras gryphus
- Corydoras haraldschultzi
- Corydoras hephaestus
- Corydoras imitator
- Corydoras incolicana
- Corydoras julii
- Corydoras kanei
- Corydoras lacerdai
- Corydoras lacrimostigmata
- Corydoras lymnades
- Corydoras maculifer
- Corydoras multimaculatus
- Corydoras narcissus
- Corydoras nattereri
- Corydoras nijsseni
- Corydoras ornatus
- Corydoras ourastigma
- Corydoras parallelus
- Corydoras pavanelliae
- Corydoras pinheiroi
- Corydoras pulcher
- Corydoras robineae
- Corydoras robustus
- Corydoras sarareensis
- Corydoras schwartzi
- Corydoras serratus
- Corydoras seussi
- Corydoras similis
- Corydoras spectabilis
- Corydoras steindachneri
- Corydoras treitlii
- Corydoras tukano
- Corydoras urucu
- Corydoras vittatus
- Corydoras xinguensis
- Corydoras zawadzkii
- Creagrutus anary
- Creagrutus atrisignum
- Creagrutus britskii
- Creagrutus cacique
- Creagrutus cracentis
- Creagrutus figueiredoi
- Creagrutus ignotus
- Creagrutus menezesi
- Creagrutus molinus
- Creagrutus mucipu
- Creagrutus nigrotaeniatus
- Creagrutus petilus
- Creagrutus saxatilis
- Creagrutus seductus
- Creagrutus varii
- Creagrutus yudja
- Crenicichla acutirostris
- Crenicichla anamiri
- Crenicichla brasiliensis
- Crenicichla britskii
- Crenicichla cametana
- Crenicichla chicha
- Crenicichla compressiceps
- Crenicichla cyclostoma
- Crenicichla dandara
- Crenicichla empheres
- Crenicichla hadrostigma
- Crenicichla hemera
- Crenicichla hummelincki
- Crenicichla igara
- Crenicichla iguapina
- Crenicichla iguassuensis
- Crenicichla inpa
- Crenicichla isbrueckeri
- Crenicichla jaguarensis
- Crenicichla jegui
- Crenicichla jurubi
- Crenicichla labrina
- Crenicichla lacustris
- Crenicichla lucenai
- Crenicichla macrophthalma
- Crenicichla maculata
- Crenicichla marmorata
- Crenicichla monicae
- Crenicichla mucuryna
- Crenicichla niederleinii
- Crenicichla notophthalmus
- Crenicichla pellegrini
- Crenicichla percna
- Crenicichla phaiospilus
- Crenicichla ploegi
- Crenicichla prenda
- Crenicichla pydanielae
- Crenicichla regani
- Crenicichla rosemariae
- Crenicichla santosi
- Crenicichla stocki
- Crenicichla strigata
- Crenicichla tigrina
- Crenicichla tingui
- Crenicichla urosema
- Crenicichla virgatula
- Ctenocheirodon pristis
- Curculionichthys coxipone
- Curculionichthys hera
- Curculionichthys insperatus
- Curculionichthys itaim
- Curculionichthys jumaorum
- Curculionichthys karipuna
- Curculionichthys luteofrenatus
- Curculionichthys oliveirai
- Curculionichthys paresi
- Curculionichthys piracanjuba
- Curculionichthys sabaji
- Curculionichthys sagarana
- Curculionichthys tukana
- Curimata acutirostris
- Curimata inornata
- Curimata macrops
- Curimatella lepidura
- Curimatopsis guaporensis
- Curimatopsis jaci
- Curimatopsis maculosa
- Curimatopsis melanura
- Curimatopsis microlepis
- Curimatopsis pallida
- Cyanogaster noctivaga
- Cynolebias akroa
- Cynolebias altus
- Cynolebias attenuatus
- Cynolebias elegans
- Cynolebias gibbus
- Cynolebias gilbertoi
- Cynolebias gorutuba
- Cynolebias griseus
- Cynolebias itapicuruensis
- Cynolebias leptocephalus
- Cynolebias microphthalmus
- Cynolebias obscurus
- Cynolebias ochraceus
- Cynolebias oticus
- Cynolebias paraguassuensis
- Cynolebias parnaibensis
- Cynolebias perforatus
- Cynolebias porosus
- Cynolebias rectiventer
- Cynolebias roseus
- Cynolebias vazabarrisensis
- Cynopoecilus feltrini
- Cynopoecilus fulgens
- Cynopoecilus intimus
- Cynopoecilus nigrovittatus
- Cynopoecilus notabilis
- Cynopotamus juruenae
- Cynopotamus tocantinensis
- Cynopotamus xinguano
- Cyphocharax albula
- Cyphocharax aninha
- Cyphocharax boiadeiro
- Cyphocharax caboclo
- Cyphocharax corumbae
- Cyphocharax cramptoni
- Cyphocharax gangamon
- Cyphocharax gilbert
- Cyphocharax mestomyllon
- Cyphocharax muyrakytan
- Cyphocharax naegelii
- Cyphocharax pinnilepis
- Cyphocharax sanctigabrielis
- Cyphocharax santacatarinae
- Cyphocharax signatus
- Cyphocharax stilbolepis
- Cyphocharax tamuya
- Cyphocharax vanderi
- Delturus angulicauda
- Delturus brevis
- Delturus carinotus
- Delturus parahybae
- Denticetopsis epa
- Deuterodon aphos
- Deuterodon burgerai
- Deuterodon giton
- Deuterodon hamatilis
- Deuterodon hastatus
- Deuterodon iguape
- Deuterodon intermedius
- Deuterodon janeiroensis
- Deuterodon langei
- Deuterodon longirostris
- Deuterodon oyakawai
- Deuterodon parahybae
- Deuterodon pedri
- Deuterodon pelecus
- Deuterodon ribeirae
- Deuterodon rosae
- Deuterodon sazimai
- Deuterodon singularis
- Deuterodon stigmaturus
- Deuterodon supparis
- Deuterodon taeniatus
- Dianema urostriatum
- Diapoma dicropotamicus
- Diapoma itaimbe
- Diapoma pyrrhopteryx
- Diapoma thauma
- Diapoma tipiaia
- Dicrossus foirni
- Dicrossus maculatus
- Dicrossus warzeli
- Dinotopterygium diodon
- Dinotopterygium uniodon
- Doras higuchii
- Doras zuanoni
- Duopalatinus emarginatus
- Eigenmannia antonioi
- Eigenmannia besouro
- Eigenmannia cacuria
- Eigenmannia correntes
- Eigenmannia desantanai
- Eigenmannia dutrai
- Eigenmannia guairaca
- Eigenmannia matintapereira
- Eigenmannia microstomus
- Eigenmannia muirapinima
- Eigenmannia pavulagem
- Eigenmannia robsoni
- Eigenmannia vicentespelaea
- Eigenmannia waiwai
- Elachocharax junki
- Entomocorus melaphareus
- Epactionotus advenus
- Epactionotus bilineatus
- Epactionotus gracilis
- Epactionotus itaimbezinho
- Ernstichthys taquari
- Erythrocharax altipinnis
- Eurycheilichthys limulus
- Eurycheilichthys luisae
- Eurycheilichthys paucidens
- Eurycheilichthys vacariensis
- Euryochus thysanos
- Exastilithoxus hoedemani
- Farlowella gianetii
- Farlowella gladiolus
- Farlowella hasemani
- Farlowella henriquei
- Farlowella isbruckeri
- Farlowella jauruensis
- Farlowella schreitmuelleri
- Fluviphylax gouldingi
- Fluviphylax obscurus
- Fluviphylax pygmaeus
- Fluviphylax simplex
- Fluviphylax wallacei
- Fluviphylax zonatus
- Franciscodoras marmoratus
- Furcodontichthys novaesi
- Gasteropelecus levis
- Gelanoglanis pan
- Gelanoglanis varii
- Geophagus altifrons
- Geophagus argyrostictus
- Geophagus diamantinensis
- Geophagus iporangensis
- Geophagus itapicuruensis
- Geophagus mirabilis
- Geophagus multiocellus
- Geophagus neambi
- Geophagus obscurus
- Geophagus parnaibae
- Geophagus rufomarginatus
- Geophagus santosi
- Geophagus sveni
- Gephyrocharax machadoi
- Gladioglanis anacanthus
- Glanapteryx niobium
- Glandulocauda caerulea
- Glandulocauda melanopleura
- Glanidium albescens
- Glanidium botocudo
- Glanidium catharinensis
- Glanidium cesarpintoi
- Glanidium melanopterum
- Glaphyropoma rodriguesi
- Glaphyropoma spinosum
- Gymnogeophagus lacustris
- Gymnogeophagus missioneiro
- Gymnotus bahianus
- Gymnotus capanema
- Gymnotus capitimaculatus
- Gymnotus chimarrao
- Gymnotus darwini
- Gymnotus diamantinensis
- Gymnotus interruptus
- Gymnotus mamiraua
- Gymnotus onca
- Gymnotus pantherinus
- Gymnotus refugio
- Harttia absaberi
- Harttia canastra
- Harttia carvalhoi
- Harttia depressa
- Harttia dissidens
- Harttia duriventris
- Harttia garavelloi
- Harttia gracilis
- Harttia intermontana
- Harttia kronei
- Harttia leiopleura
- Harttia longipinna
- Harttia loricariformis
- Harttia novalimensis
- Harttia panara
- Harttia punctata
- Harttia rhombocephala
- Harttia rondoni
- Harttia torrenticola
- Harttia trombetensis
- Harttia uatumensis
- Harttia villasboas
- Hasemania crenuchoides
- Hasemania hanseni
- Hasemania kalunga
- Hasemania maxillaris
- Hasemania melanura
- Hasemania nambiquara
- Hasemania nana
- Hasemania piatan
- Hasemania uberaba
- Hassar affinis
- Hassar gabiru
- Hassar shewellkeimi
- Hassar wilderi
- Helogenes gouldingi
- Hemiancistrus cerrado
- Hemiancistrus chlorostictus
- Hemiancistrus megalopteryx
- Hemiancistrus meizospilos
- Hemigrammus arua
- Hemigrammus ataktos
- Hemigrammus brevis
- Hemigrammus diagonicus
- Hemigrammus filamentosus
- Hemigrammus gracilis
- Hemigrammus kuroobi
- Hemigrammus marginatus
- Hemigrammus parana
- Hemigrammus silimoni
- Hemigrammus skolioplatus
- Hemigrammus tocantinsi
- Hemiodus bimaculatus
- Hemiodus goeldii
- Hemiodus iratapuru
- Hemiodus jatuarana
- Hemiodus langeanii
- Hemiodus parnaguae
- Hemiodus sterni
- Hemiodus ternetzi
- Hemiodus tocantinensis
- Hemiodus tucupi
- Hemipsilichthys gobio
- Hemipsilichthys nimius
- Hemipsilichthys papillatus
- Henochilus wheatlandii
- Henonemus intermedius
- Heptapterus carmelitanorum
- Heptapterus carnatus
- Heptapterus exilis
- Heptapterus multiradiatus
- Heptapterus stewarti
- Heterocheirodon jacuiensis
- Hirtella carinata
- Hisonotus acuen
- Hisonotus alberti
- Hisonotus alicula
- Hisonotus bocaiuva
- Hisonotus bockmanni
- Hisonotus brunneus
- Hisonotus carreiro
- Hisonotus chromodontus
- Hisonotus depressicauda
- Hisonotus devidei
- Hisonotus dinizae
- Hisonotus francirochai
- Hisonotus heterogaster
- Hisonotus iota
- Hisonotus laevior
- Hisonotus leucofrenatus
- Hisonotus leucophrys
- Hisonotus megaloplax
- Hisonotus montanus
- Hisonotus notatus
- Hisonotus notopagos
- Hisonotus pachysarkos
- Hisonotus paulinus
- Hisonotus prata
- Hisonotus thayeri
- Hisonotus vespuccii
- Hisonotus vireo
- Hollandichthys multifasciatus
- Hollandichthys taramandahy
- Homodiaetus banguela
- Homodiaetus graciosa
- Homodiaetus passarellii
- Hopliancistrus tricornis
- Hoplias brasiliensis
- Hoplias intermedius
- Hypancistrus phantasma
- Hypancistrus zebra
- Hyphessobrycon amandae
- Hyphessobrycon amapaensis
- Hyphessobrycon balbus
- Hyphessobrycon boulengeri
- Hyphessobrycon brumado
- Hyphessobrycon cachimbensis
- Hyphessobrycon coelestinus
- Hyphessobrycon comodoro
- Hyphessobrycon cyanotaenia
- Hyphessobrycon delimai
- Hyphessobrycon diastatos
- Hyphessobrycon dorsalis
- Hyphessobrycon duragenys
- Hyphessobrycon eilyos
- Hyphessobrycon ericae
- Hyphessobrycon flammeus
- Hyphessobrycon frickei
- Hyphessobrycon geryi
- Hyphessobrycon griemi
- Hyphessobrycon hamatus
- Hyphessobrycon haraldschultzi
- Hyphessobrycon hasemani
- Hyphessobrycon heliacus
- Hyphessobrycon heterorhabdus
- Hyphessobrycon hexastichos
- Hyphessobrycon iheringi
- Hyphessobrycon itaparicensis
- Hyphessobrycon juruna
- Hyphessobrycon kayabi
- Hyphessobrycon khardinae
- Hyphessobrycon krenakore
- Hyphessobrycon langeanii
- Hyphessobrycon latus
- Hyphessobrycon loweae
- Hyphessobrycon lucenorum
- Hyphessobrycon melanostichos
- Hyphessobrycon micropterus
- Hyphessobrycon moniliger
- Hyphessobrycon montagi
- Hyphessobrycon mutabilis
- Hyphessobrycon myrmex
- Hyphessobrycon negodagua
- Hyphessobrycon notidanos
- Hyphessobrycon paepkei
- Hyphessobrycon parvellus
- Hyphessobrycon petricolus
- Hyphessobrycon peugeotorum
- Hyphessobrycon piabinhas
- Hyphessobrycon pinnistriatus
- Hyphessobrycon piorskii
- Hyphessobrycon piranga
- Hyphessobrycon platyodus
- Hyphessobrycon procyon
- Hyphessobrycon psittacus
- Hyphessobrycon pulchripinnis
- Hyphessobrycon pyrrhonotus
- Hyphessobrycon rutiliflavidus
- Hyphessobrycon santae
- Hyphessobrycon sateremawe
- Hyphessobrycon schauenseei
- Hyphessobrycon scutulatus
- Hyphessobrycon socolofi
- Hyphessobrycon stegemanni
- Hyphessobrycon stramineus
- Hyphessobrycon taurocephalus
- Hyphessobrycon uaiso
- Hyphessobrycon vanzolinii
- Hyphessobrycon vilmae
- Hyphessobrycon vinaceus
- Hyphessobrycon wadai
- Hyphessobrycon weitzmanorum
- Hyphessobrycon werneri
- Hyphessobrycon wosiackii
- Hyphessobrycon zoe
- Hypomasticus copelandii
- Hypomasticus julii
- Hypomasticus lineomaculatus
- Hypomasticus mormyrops
- Hypomasticus pachycheilus
- Hypomasticus steindachneri
- Hypomasticus thayeri
- Hypoptopoma elongatum
- Hypoptopoma muzuspi
- Hypopygus benoneae
- Hypopygus cryptogenes
- Hypopygus hoedemani
- Hypopygus nijsseni
- Hypopygus varii
- Hypostomus affinis
- Hypostomus agna
- Hypostomus alatus
- Hypostomus ancistroides
- Hypostomus angipinnatus
- Hypostomus asperatus
- Hypostomus atropinnis
- Hypostomus auroguttatus
- Hypostomus basilisko
- Hypostomus brevicauda
- Hypostomus brevis
- Hypostomus cafuringa
- Hypostomus careopinnatus
- Hypostomus carvalhoi
- Hypostomus crulsi
- Hypostomus dardanelos
- Hypostomus delimai
- Hypostomus denticulatus
- Hypostomus ericae
- Hypostomus faveolus
- Hypostomus fluviatilis
- Hypostomus francisci
- Hypostomus freirei
- Hypostomus froehlichi
- Hypostomus fuscomaculatus
- Hypostomus garmani
- Hypostomus goyazensis
- Hypostomus guajupia
- Hypostomus heraldoi
- Hypostomus hermanni
- Hypostomus iheringii
- Hypostomus interruptus
- Hypostomus jaguar
- Hypostomus jaguribensis
- Hypostomus johnii
- Hypostomus khimaera
- Hypostomus krishnamurtii
- Hypostomus kuarup
- Hypostomus latirostris
- Hypostomus leucophaeus
- Hypostomus lima
- Hypostomus longiradiatus
- Hypostomus luteus
- Hypostomus macrops
- Hypostomus margaritifer
- Hypostomus melanephelis
- Hypostomus multidens
- Hypostomus mutucae
- Hypostomus nigrolineatus
- Hypostomus nigromaculatus
- Hypostomus nigropunctatus
- Hypostomus nudiventris
- Hypostomus obtusirostris
- Hypostomus pantherinus
- Hypostomus papariae
- Hypostomus paucipunctatus
- Hypostomus perdido
- Hypostomus punctatus
- Hypostomus pusarum
- Hypostomus renestoi
- Hypostomus robertsoni
- Hypostomus rondoni
- Hypostomus salgadae
- Hypostomus scabriceps
- Hypostomus sertanejo
- Hypostomus simios
- Hypostomus soniae
- Hypostomus strigaticeps
- Hypostomus subcarinatus
- Hypostomus tapijara
- Hypostomus tietensis
- Hypostomus topavae
- Hypostomus unae
- Hypostomus vaillanti
- Hypostomus variipictus
- Hypostomus variostictus
- Hypostomus velhochico
- Hypostomus velhomonge
- Hypostomus waiampi
- Hypostomus weberi
- Hypostomus wuchereri
- Hypostomus yaku
- Hypsolebias adornatus
- Hypsolebias alternatus
- Hypsolebias antenori
- Hypsolebias auratus
- Hypsolebias brunoi
- Hypsolebias caeruleus
- Hypsolebias carlettoi
- Hypsolebias coamazonicus
- Hypsolebias delucai
- Hypsolebias faouri
- Hypsolebias fasciatus
- Hypsolebias flagellatus
- Hypsolebias flammeus
- Hypsolebias flavicaudatus
- Hypsolebias fulminantis
- Hypsolebias gardneri
- Hypsolebias ghisolfii
- Hypsolebias gibberatus
- Hypsolebias gilbertobrasili
- Hypsolebias guanambi
- Hypsolebias hamadryades
- Hypsolebias harmonicus
- Hypsolebias hellneri
- Hypsolebias igneus
- Hypsolebias janaubensis
- Hypsolebias longignatus
- Hypsolebias lopesi
- Hypsolebias macaubensis
- Hypsolebias magnificus
- Hypsolebias marginatus
- Hypsolebias martinsi
- Hypsolebias mediopapillatus
- Hypsolebias multiradiatus
- Hypsolebias nielseni
- Hypsolebias nitens
- Hypsolebias notatus
- Hypsolebias nudiorbitatus
- Hypsolebias ocellatus
- Hypsolebias picturatus
- Hypsolebias pterophyllus
- Hypsolebias radiosus
- Hypsolebias radiseriatus
- Hypsolebias rufus
- Hypsolebias sertanejo
- Hypsolebias shibattai
- Hypsolebias similis
- Hypsolebias splendissimus
- Hypsolebias stellatus
- Hypsolebias tocantinensis
- Hypsolebias trifasciatus
- Hypsolebias trilineatus
- Hypsolebias virgulatus
- Hysteronotus megalostomus
- Iguanodectes gracilis
- Iguanodectes polylepis
- Iguanodectes rachovii
- Iheringichthys syi
- Imparfinis borodini
- Imparfinis lepturus
- Imparfinis minutus
- Imparfinis mirini
- Imparfinis piperatus
- Imparfinis schubarti
- Inpaichthys kerri
- Iracema caiana
- Isbrueckerichthys alipionis
- Isbrueckerichthys calvus
- Isbrueckerichthys duseni
- Isbrueckerichthys epakmos
- Isbrueckerichthys saxicola
- Ituglanis agreste
- Ituglanis amphipotamus
- Ituglanis apteryx
- Ituglanis bambui
- Ituglanis boitata
- Ituglanis cahyensis
- Ituglanis compactus
- Ituglanis crispim
- Ituglanis epikarsticus
- Ituglanis goya
- Ituglanis herberti
- Ituglanis ina
- Ituglanis inusitatus
- Ituglanis macunaima
- Ituglanis mambai
- Ituglanis paraguassuensis
- Ituglanis parahybae
- Ituglanis parkoi
- Ituglanis passensis
- Ituglanis payaya
- Ituglanis proops
- Ituglanis ramiroi
- Ivanacara adoketa
- Jenynsia darwini
- Jenynsia diphyes
- Jenynsia eigenmanni
- Jenynsia eirmostigma
- Jenynsia sanctaecatarinae
- Jenynsia unitaenia
- Jenynsia weitzmani
- Jupiaba apenima
- Jupiaba atypindi
- Jupiaba citrina
- Jupiaba elassonaktis
- Jupiaba iasy
- Jupiaba kurua
- Jupiaba minor
- Jupiaba paranatinga
- Jupiaba pirana
- Jupiaba poranga
- Jupiaba yarina
- Kalyptodoras bahiensis
- Knodus angustus
- Knodus chapadae
- Knodus cupariensis
- Knodus dorsomaculatus
- Knodus figueiredoi
- Knodus geryi
- Knodus heteresthes
- Knodus nuptialis
- Knodus obolus
- Knodus rufford
- Knodus savannensis
- Knodus tanaothoros
- Knodus victoriae
- Knodus weitzmani
- Knodus ytuanama
- Kolpotocheirodon figueiredoi
- Kolpotocheirodon theloura
- Krobia xinguensis
- Kronichthys heylandi
- Kronichthys lacerta
- Kronichthys subteres
- Kryptolebias brasiliensis
- Kryptolebias campelloi
- Kryptolebias caudomarginatus
- Kryptolebias gracilis
- Kryptolebias hermaphroditus
- Kryptolebias ocellatus
- Laetacara araguaiae
- Laetacara curviceps
- Laetacara flamannellus
- Laimosemion amanapira
- Laimosemion dibaphus
- Laimosemion jauaperi
- Laimosemion kirovskyi
- Laimosemion romeri
- Laimosemion strigatus
- Laimosemion uakti
- Laimosemion uatuman
- Laimosemion ubim
- Lamontichthys avacanoeiro
- Lamontichthys parakana
- Lampiella gibbosa
- Lasiancistrus saetiger
- Lebiasina intermedia
- Lebiasina marilynae
- Lebiasina melanoguttata
- Lebiasina minuta
- Lepidocharax burnsi
- Lepidocharax diamantina
- Leporacanthicus heterodon
- Leporacanthicus joselimai
- Leporellus pictus
- Leporellus retropinnis
- Leporinus affinis
- Leporinus amblyrhynchus
- Leporinus aripuanaensis
- Leporinus bahiensis
- Leporinus bistriatus
- Leporinus britskii
- Leporinus geminis
- Leporinus gomesi
- Leporinus guttatus
- Leporinus macrocephalus
- Leporinus marcgravii
- Leporinus melanopleura
- Leporinus melanopleurodes
- Leporinus microphthalmus
- Leporinus microphysus
- Leporinus multimaculatus
- Leporinus octomaculatus
- Leporinus paranensis
- Leporinus parvulus
- Leporinus piau
- Leporinus pitingai
- Leporinus reticulatus
- Leporinus santosi
- Leporinus sexstriatus
- Leporinus sidlauskasi
- Leporinus taeniatus
- Leporinus taeniofasciatus
- Leporinus tigrinus
- Leporinus torrenticola
- Leporinus trimaculatus
- Leporinus tristriatus
- Leporinus unitaeniatus
- Leporinus vanzoi
- Leporinus venerei
- Lepthoplosternum stellatum
- Lepthoplosternum tordilho
- Leptobrycon jatuaranae
- Leptodoras marki
- Leptodoras oyakawai
- Leptolebias marmoratus
- Leptopanchax aureoguttatus
- Leptopanchax citrinipinnis
- Leptopanchax itanhaensis
- Leptopanchax opalescens
- Leptopanchax splendens
- Leptophilypnion fittkaui
- Leptophilypnion pusillus
- Leptorhamdia schultzi
- Leptotocinclus madeirae
- Lignobrycon myersi
- Listrura boticario
- Listrura camposi
- Listrura costai
- Listrura depinnai
- Listrura gyrinura
- Listrura macacuensis
- Listrura macaensis
- Listrura menezesi
- Listrura nematopteryx
- Listrura picinguabae
- Listrura tetraradiata
- Listrura urussanga
- Lophiobrycon weitzmani
- Lophiosilurus alexandri
- Lophiosilurus fowleri
- Loricaria birindellii
- Loricaria coximensis
- Loricaria lata
- Loricaria lentiginosa
- Loricaria parnahybae
- Loricaria piracicabae
- Loricaria pumila
- Loricaria spinulifera
- Loricariichthys castaneus
- Loricariichthys derbyi
- Loricariichthys melanurus
- Loricariichthys nudirostris
- Lycengraulis figueiredoi
- Macropsobrycon xinguensis
- Makunaima multidens
- Maratecoara formosa
- Maratecoara gesmonei
- Maratecoara lacortei
- Maratecoara splendida
- Megadontognathus kaitukaensis
- Megalancistrus barrae
- Megaleporinus brinco
- Megaleporinus conirostris
- Megaleporinus elongatus
- Megaleporinus garmani
- Megaleporinus reinhardti
- Melanocharacidium auroradiatum
- Melanocharacidium nigrum
- Melanorivulus aithogrammus
- Melanorivulus apiamici
- Melanorivulus atlanticus
- Melanorivulus bororo
- Melanorivulus britzkei
- Melanorivulus canesi
- Melanorivulus crixas
- Melanorivulus cyanopterus
- Melanorivulus dapazi
- Melanorivulus decoratus
- Melanorivulus egens
- Melanorivulus faucireticulatus
- Melanorivulus flavipinnis
- Melanorivulus formosensis
- Melanorivulus giarettai
- Melanorivulus ignescens
- Melanorivulus illuminatus
- Melanorivulus imperatrizensis
- Melanorivulus ivinhemensis
- Melanorivulus jalapensis
- Melanorivulus javahe
- Melanorivulus karaja
- Melanorivulus kayabi
- Melanorivulus kayapo
- Melanorivulus kunzei
- Melanorivulus leali
- Melanorivulus litteratus
- Melanorivulus megaroni
- Melanorivulus modestus
- Melanorivulus nelsoni
- Melanorivulus nigromarginatus
- Melanorivulus paracatuensis
- Melanorivulus paresi
- Melanorivulus parnaibensis
- Melanorivulus petrisecundi
- Melanorivulus pictus
- Melanorivulus pindorama
- Melanorivulus pinima
- Melanorivulus planaltinus
- Melanorivulus polychromus
- Melanorivulus proximus
- Melanorivulus regularis
- Melanorivulus rossoi
- Melanorivulus rubromarginatus
- Melanorivulus rubroreticulatus
- Melanorivulus rutilicaudus
- Melanorivulus salmonicaudus
- Melanorivulus scalaris
- Melanorivulus schuncki
- Melanorivulus spixi
- Melanorivulus ubirajarai
- Melanorivulus violaceus
- Melanorivulus vittatus
- Melanorivulus wallacei
- Melanorivulus zygonectes
- Mesonauta acora
- Metynnis fasciatus
- Metynnis polystictus
- Microcambeva barbata
- Microcambeva draco
- Microcambeva filamentosa
- Microcambeva jucuensis
- Microcambeva mucuriensis
- Microcambeva ribeirae
- Microcambeva watu
- Microcharacidium bombioides
- Microglanis garavelloi
- Microglanis leniceae
- Microglanis leptostriatus
- Microglanis lundbergi
- Microglanis maculatus
- Microglanis minutus
- Microglanis nigripinnis
- Microglanis oliveirai
- Microglanis parahybae
- Microglanis pataxo
- Microglanis pleriqueater
- Microglanis reikoae
- Microglanis robustus
- Microglanis sparsus
- Microglanis xerente
- Microglanis xylographicus
- Microlepidogaster arachas
- Microlepidogaster dimorpha
- Microlepidogaster discontenta
- Microlepidogaster discus
- Microlepidogaster longicolla
- Microlepidogaster negomata
- Microlepidogaster perforata
- Microlepidogaster roseae
- Micromischodus sugillatus
- Micromyzon akamai
- Microphilypnus acangaquara
- Microphilypnus hypolyrasimeion
- Microphilypnus tapajosensis
- Microplecostomus forestii
- Microschemobrycon cryptogrammus
- Microschemobrycon elongatus
- Microschemobrycon meyburgi
- Microsternarchus brevis
- Mimagoniates lateralis
- Mimagoniates microlepis
- Mimagoniates pulcher
- Mimagoniates rheocharis
- Mimagoniates sylvicola
- Miuroglanis platycephalus
- Moema apurinan
- Moema boticarioi
- Moema heterostigma
- Moema nudifrontata
- Moema piriana
- Moema portugali
- Moema staecki
- Moenkhausia abyss
- Moenkhausia affinis
- Moenkhausia alesis
- Moenkhausia andrica
- Moenkhausia aurantia
- Moenkhausia barbouri
- Moenkhausia bellasomniosa
- Moenkhausia beninei
- Moenkhausia cambacica
- Moenkhausia celibela
- Moenkhausia chlorophthalma
- Moenkhausia conspicua
- Moenkhausia cosmops
- Moenkhausia costae
- Moenkhausia dasalmas
- Moenkhausia diamantina
- Moenkhausia eurystaenia
- Moenkhausia flava
- Moenkhausia goya
- Moenkhausia heikoi
- Moenkhausia ischyognatha
- Moenkhausia justae
- Moenkhausia levidorsa
- Moenkhausia lineomaculata
- Moenkhausia lopesi
- Moenkhausia loweae
- Moenkhausia monicae
- Moenkhausia mutum
- Moenkhausia newtoni
- Moenkhausia nigromarginata
- Moenkhausia pankilopteryx
- Moenkhausia petymbuaba
- Moenkhausia phaeonota
- Moenkhausia pirahan
- Moenkhausia pirauba
- Moenkhausia plumbea
- Moenkhausia pyrophthalma
- Moenkhausia restricta
- Moenkhausia rubra
- Moenkhausia sanctaefilomenae
- Moenkhausia takasei
- Moenkhausia tergimacula
- Moenkhausia uirapuru
- Moenkhausia venerei
- Moenkhausia vittata
- Moenkhausia xinguensis
- Mucurilebias leitaoi
- Mylesinus paraschomburgkii
- Mylesinus paucisquamatus
- Myleus altipinnis
- Myleus micans
- Myleus pachyodus
- Myleus tiete
- Myloplus arnoldi
- Myloplus lucienae
- Myloplus nigrolineatus
- Myloplus zorroi
- Nannacara taenia
- Nannoplecostomus eleonorae
- Nannostomus britskii
- Nannostomus limatus
- Nannostomus nitidus
- Nannoxyropsis acicula
- Nematocharax venustus
- Nematolebias catimbau
- Nematolebias papilliferus
- Nematolebias whitei
- Nemuroglanis furcatus
- Neofundulus acutirostratus
- Neofundulus aureomaculatus
- Neofundulus parvipinnis
- Neofundulus rubrofasciatus
- Neoplecostomus bandeirante
- Neoplecostomus botucatu
- Neoplecostomus canastra
- Neoplecostomus corumba
- Neoplecostomus doceensis
- Neoplecostomus espiritosantensis
- Neoplecostomus franciscoensis
- Neoplecostomus granosus
- Neoplecostomus jaguari
- Neoplecostomus langeanii
- Neoplecostomus paranensis
- Neoplecostomus paraty
- Neoplecostomus pirangaensis
- Neoplecostomus ribeirensis
- Neoplecostomus selenae
- Neoplecostomus watersi
- Neoplecostomus yapo
- Notholebias cruzi
- Notholebias fractifasciatus
- Notholebias minimus
- Notholebias vermiculatus
- Odontesthes bicudo
- Odontesthes crossognathos
- Odontesthes ledae
- Odontesthes piquava
- Odontesthes yucuman
- Odontocharacidium aphanes
- Odontostilbe avanhandava
- Odontostilbe pacaasnovos
- Odontostilbe parecis
- Odontostilbe weitzmani
- Oligobrycon microstomus
- Oligosarcus acutirostris
- Oligosarcus argenteus
- Oligosarcus hepsetus
- Oligosarcus jacuiensis
- Oligosarcus longirostris
- Oligosarcus macrolepis
- Oligosarcus perdido
- Oligosarcus planaltinae
- Oligosarcus robustus
- Oligosarcus solitarius
- Oligosarcus varii
- Ophthalmolebias bokermanni
- Ophthalmolebias constanciae
- Ophthalmolebias ilheusensis
- Ophthalmolebias perpendicularis
- Ophthalmolebias rosaceus
- Ophthalmolebias suzarti
- Orthospinus franciscensis
- Ossubtus xinguense
- Otocinclus affinis
- Otocinclus hasemani
- Otocinclus juruenae
- Otocinclus mangaba
- Otocinclus mura
- Otocinclus tapirape
- Otocinclus xakriaba
- Otothyris juquiae
- Otothyris lophophanes
- Otothyris travassosi
- Otothyropsis alicula
- Otothyropsis biamnicus
- Otothyropsis marapoama
- Otothyropsis polyodon
- Pachypops pigmaeus
- Pachyurus adspersus
- Pachyurus calhamazon
- Pachyurus francisci
- Pachyurus paucirastrus
- Pachyurus squamipennis
- Pamphorichthys araguaiensis
- Pamphorichthys minor
- Pamphorichthys scalpridens
- Panaqolus tankei
- Panaque armbrusteri
- Paracanthopoma cangussu
- Paracanthopoma saci
- Paralithoxus jariensis
- Paralithoxus raso
- Parancistrus aurantiacus
- Parancistrus nudiventris
- Pareiorhaphis azygolechis
- Pareiorhaphis bahiana
- Pareiorhaphis cameroni
- Pareiorhaphis eurycephalus
- Pareiorhaphis garapia
- Pareiorhaphis garbei
- Pareiorhaphis hypselurus
- Pareiorhaphis hystrix
- Pareiorhaphis lineata
- Pareiorhaphis lophia
- Pareiorhaphis mutuca
- Pareiorhaphis nasuta
- Pareiorhaphis parmula
- Pareiorhaphis proskynita
- Pareiorhaphis pumila
- Pareiorhaphis ruschii
- Pareiorhaphis scutula
- Pareiorhaphis splendens
- Pareiorhaphis steindachneri
- Pareiorhaphis stephanus
- Pareiorhaphis stomias
- Pareiorhaphis togoroi
- Pareiorhaphis vestigipinnis
- Pareiorhaphis vetula
- Pareiorhina brachyrhyncha
- Pareiorhina carrancas
- Pareiorhina cepta
- Pareiorhina hyptiorhachis
- Pareiorhina pelicicei
- Pareiorhina rosai
- Pareiorhina rudolphi
- Parodon hilarii
- Parodon moreirai
- Parotocinclus adamanteus
- Parotocinclus amazonensis
- Parotocinclus arandai
- Parotocinclus bahiensis
- Parotocinclus bidentatus
- Parotocinclus cabessadecuia
- Parotocinclus cearensis
- Parotocinclus cesarpintoi
- Parotocinclus cristatus
- Parotocinclus dani
- Parotocinclus doceanus
- Parotocinclus fluminense
- Parotocinclus haroldoi
- Parotocinclus jacksoni
- Parotocinclus jacumirim
- Parotocinclus jequi
- Parotocinclus jimi
- Parotocinclus jumbo
- Parotocinclus longirostris
- Parotocinclus maculicauda
- Parotocinclus minutus
- Parotocinclus muriaensis
- Parotocinclus nandae
- Parotocinclus pentakelis
- Parotocinclus planicauda
- Parotocinclus prata
- Parotocinclus pukuixe
- Parotocinclus robustus
- Parotocinclus seridoensis
- Parotocinclus spilosoma
- Parotocinclus spilurus
- Peckoltia compta
- Peckoltia ephippiata
- Peckoltia greedoi
- Peckoltia oligospila
- Peckoltia vermiculata
- Peckoltia vittata
- Petitella rhodostomus
- Phallobrycon adenacanthus
- Phallobrycon synarmacanthus
- Phalloceros alessandrae
- Phalloceros anisophallos
- Phalloceros aspilos
- Phalloceros buckupi
- Phalloceros elachistos
- Phalloceros enneaktinos
- Phalloceros harpagos
- Phalloceros heptaktinos
- Phalloceros leptokeras
- Phalloceros leticiae
- Phalloceros lucenorum
- Phalloceros malabarbai
- Phalloceros maldonadoi
- Phalloceros megapolos
- Phalloceros mikrommatos
- Phalloceros ocellatus
- Phalloceros pellos
- Phalloceros reisi
- Phalloceros spiloura
- Phalloceros titthos
- Phalloceros tupinamba
- Phalloceros uai
- Phalloptychus eigenmanni
- Phalloptychus iheringii
- Phalloptychus januarius
- Phallotorynus fasciolatus
- Phallotorynus jucundus
- Phallotorynus pankalos
- Phenacogaster apletostigma
- Phenacogaster calverti
- Phenacogaster eurytaenia
- Phenacogaster franciscoensis
- Phenacogaster julliae
- Phenacogaster naevata
- Phenacogaster ojitatus
- Phenacogaster retropinnus
- Phenacogaster suborbitalis
- Phenacorhamdia cabocla
- Phenacorhamdia roxoi
- Phenacorhamdia somnians
- Phenacorhamdia tenebrosa
- Phenacorhamdia unifasciata
- Phreatobius cisternarum
- Phreatobius dracunculus
- Phycocharax rasbora
- Physopyxis cristata
- Pimelodella avanhandavae
- Pimelodella bahiana
- Pimelodella bockmanni
- Pimelodella boschmai
- Pimelodella brasiliensis
- Pimelodella dorseyi
- Pimelodella eigenmanni
- Pimelodella eigenmanniorum
- Pimelodella enochi
- Pimelodella harttii
- Pimelodella humeralis
- Pimelodella ignobilis
- Pimelodella itapicuruensis
- Pimelodella kronei
- Pimelodella lateristriga
- Pimelodella laurenti
- Pimelodella longipinnis
- Pimelodella meeki
- Pimelodella megalura
- Pimelodella parnahybae
- Pimelodella pectinifer
- Pimelodella robinsoni
- Pimelodella spelaea
- Pimelodella transitoria
- Pimelodella vittata
- Pimelodella witmeri
- Pimelodella wolfi
- Pimelodus atrobrunneus
- Pimelodus fur
- Pimelodus halisodous
- Pimelodus joannis
- Pimelodus luciae
- Pimelodus microstoma
- Pimelodus multicratifer
- Pimelodus paranaensis
- Pimelodus platicirris
- Pimelodus pohli
- Pimelodus quadratus
- Pimelodus speciosus
- Pimelodus stewarti
- Pimelodus tetramerus
- Pituna brevirostrata
- Pituna compacta
- Pituna obliquoseriata
- Pituna poranga
- Pituna schindleri
- Pituna xinguensis
- Planaltina britskii
- Planaltina glandipedis
- Planaltina kaingang
- Planaltina myersi
- Platydoras birindellii
- Platydoras brachylecis
- Plesiolebias altamira
- Plesiolebias aruana
- Plesiolebias canabravensis
- Plesiolebias filamentosus
- Plesiolebias fragilis
- Plesiolebias glaucopterus
- Plesiolebias lacerdai
- Plesiolebias xavantei
- Plesioptopoma curvidens
- Poecilia branneri
- Poecilia hollandi
- Poecilia minima
- Poecilia pertapeh
- Poecilia sarrafae
- Poecilia waiapi
- Pogonopoma obscurum
- Pogonopoma parahybae
- Pogonopoma wertheimeri
- Polycentrus jundia
- Poptella actenolepis
- Potamarius grandoculis
- Potamobatrachus trispinosus
- Potamoglanis anhanga
- Potamotrygon adamastor
- Potamotrygon albimaculata
- Potamotrygon amazona
- Potamotrygon garmani
- Potamotrygon henlei
- Potamotrygon humerosa
- Potamotrygon jabuti
- Potamotrygon limai
- Potamotrygon ocellata
- Potamotrygon rex
- Potamotrygon scobina
- Potamotrygon wallacei
- Priocharax nanus
- Priocharax varii
- Pristella crinogi
- Probolodus heterostomus
- Procerusternarchus pixuna
- Prochilodus argenteus
- Prochilodus brevis
- Prochilodus britskii
- Prochilodus costatus
- Prochilodus hartii
- Prochilodus lacustris
- Prochilodus vimboides
- Proloricaria prolixa
- Propimelodus araguayae
- Prorivulus auriferus
- Psalidodon bifasciatus
- Psalidodon bockmanni
- Psalidodon gymnodontus
- Psalidodon jequitinhonhae
- Psalidodon parahybae
- Psalidodon paranae
- Psalidodon rivularis
- Psalidodon schubarti
- Psalidodon xavante
- Psalidodon xiru
- Psectrogaster falcata
- Psectrogaster rhomboides
- Psectrogaster saguiru
- Pseudacanthicus histrix
- Pseudacanthicus major
- Pseudacanthicus pirarara
- Pseudacanthicus pitanga
- Pseudancistrus asurini
- Pseudancistrus genisetiger
- Pseudancistrus kayabi
- Pseudancistrus zawadzkii
- Pseudauchenipterus affinis
- Pseudauchenipterus flavescens
- Pseudauchenipterus jequitinhonhae
- Pseudepapterus cucuhyensis
- Pseudocorynopoma heterandria
- Pseudohemiodon amazonus
- Pseudohemiodon platycephalus
- Pseudolithoxus kinja
- Pseudopimelodus charus
- Pseudostegophilus paulensis
- Pseudotatia parva
- Pseudotocinclus juquiae
- Pseudotocinclus parahybae
- Pseudotocinclus tietensis
- Pseudotothyris ignota
- Pseudotothyris janeirensis
- Pseudotothyris obtusa
- Pterygoplichthys chrysostiktos
- Pterygoplichthys etentaculatus
- Pterygoplichthys joselimaianus
- Pterygoplichthys parnaibae
- Pterygoplichthys xinguensis
- Pygidianops amphioxus
- Pygidianops eigenmanni
- Pygocentrus piraya
- Pyrrhulina brevis
- Pyrrhulina capim
- Pyrrhulina elongata
- Pyrrhulina marylinae
- Rachoviscus crassiceps
- Rachoviscus graciliceps
- Reganella depressa
- Retroculus acherontos
- Retroculus lapidifer
- Retroculus xinguensis
- Rhabdolichops lundbergi
- Rhabdolichops navalha
- Rhabdolichops nigrimans
- Rhamdella exsudans
- Rhamdella jenynsii
- Rhamdella zelimai
- Rhamdia branneri
- Rhamdia eurycephala
- Rhamdia gabrielae
- Rhamdia itacaiunas
- Rhamdia jequitinhonha
- Rhamdia voulezi
- Rhamdioglanis frenatus
- Rhamdioglanis transfasciatus
- Rhamdiopsis krugi
- Rhamdiopsis microcephala
- Rhamdiopsis moreirai
- Rhinolekos britskii
- Rhinolekos capetinga
- Rhinolekos garavelloi
- Rhinolekos schaeferi
- Rhynchodoras xingui
- Rineloricaria aequalicuspis
- Rineloricaria anhaguapitan
- Rineloricaria anitae
- Rineloricaria cacerensis
- Rineloricaria cadeae
- Rineloricaria capitonia
- Rineloricaria cubataonis
- Rineloricaria hasemani
- Rineloricaria henselii
- Rineloricaria jaraguensis
- Rineloricaria konopickyi
- Rineloricaria kronei
- Rineloricaria langei
- Rineloricaria latirostris
- Rineloricaria lima
- Rineloricaria maacki
- Rineloricaria malabarbai
- Rineloricaria maquinensis
- Rineloricaria melini
- Rineloricaria nigricauda
- Rineloricaria nudipectoris
- Rineloricaria osvaldoi
- Rineloricaria pentamaculata
- Rineloricaria quadrensis
- Rineloricaria quilombola
- Rineloricaria rodriquezae
- Rineloricaria sanga
- Rineloricaria setepovos
- Rineloricaria steindachneri
- Rineloricaria teffeana
- Rineloricaria tropeira
- Rineloricaria zawadzkii
- Roeboides margareteae
- Roeboides oligistos
- Roeboides sazimai
- Roeboides xenodon
- Roestes itupiranga
- Salminus franciscanus
- Sartor elongatus
- Sartor respectus
- Sartor tucuruiense
- Satanoperca acuticeps
- Satanoperca curupira
- Satanoperca lilith
- Satanoperca setepele
- Schizodon altoparanae
- Schizodon australis
- Schizodon dissimilis
- Schizodon intermedius
- Schizodon jacuiensis
- Schizodon knerii
- Schizodon rostratus
- Schizodon vittatus
- Schizolecis guentheri
- Scleromystax barbatus
- Scleromystax macropterus
- Scleromystax prionotos
- Scleromystax reisi
- Scleromystax salmacis
- Scleronema auromaculatum
- Scleronema carijo
- Scleronema guapa
- Scleronema mate
- Scleronema operculatum
- Scobinancistrus aureatus
- Scobinancistrus pariolispos
- Scoloplax baskini
- Scoloplax dolicholophia
- Semaprochilodus brama
- Semaprochilodus taeniurus
- Serrapinnus aster
- Serrapinnus heterodon
- Serrapinnus lucindai
- Serrapinnus malabarbai
- Serrapinnus piaba
- Serrapinnus potiguar
- Serrapinnus sterbai
- Serrapinnus tocantinensis
- Serrapinnus zanatae
- Serrasalmus altispinis
- Serrasalmus brandtii
- Serrasalmus geryi
- Serrasalmus gibbus
- Serrasalmus hastatus
- Simpsonichthys boitonei
- Simpsonichthys cholopteryx
- Simpsonichthys espinhacensis
- Simpsonichthys margaritatus
- Simpsonichthys nigromaculatus
- Simpsonichthys parallelus
- Simpsonichthys punctulatus
- Simpsonichthys santanae
- Simpsonichthys zonatus
- Sorubim trigonocephalus
- Spatuloricaria tuira
- Spectracanthicus immaculatus
- Spectracanthicus javae
- Spectracanthicus murinus
- Spectracanthicus punctatissimus
- Spectracanthicus tocantinensis
- Spectracanthicus zuanoni
- Spectrolebias costai
- Spectrolebias gracilis
- Spectrolebias inaequipinnatus
- Spectrolebias reticulatus
- Spectrolebias semiocellatus
- Spintherobolus ankoseion
- Spintherobolus broccae
- Spintherobolus leptoura
- Spintherobolus papilliferus
- Squaliforma annae
- Squaliforma squalina
- Stauroglanis gouldingi
- Stegophilus insidiosus
- Stegophilus panzeri
- Steindachneridion amblyurum
- Steindachneridion doceanum
- Steindachneridion melanodermatum
- Steindachneridion parahybae
- Steindachneridion punctatum
- Steindachnerina amazonica
- Steindachnerina elegans
- Steindachnerina fasciata
- Steindachnerina gracilis
- Steindachnerina insculpta
- Steindachnerina notograptos
- Steindachnerina notonota
- Steindachnerina seriata
- Stenolebias bellus
- Stenolebias damascenoi
- Stenolicmus ix
- Sternarchella curvioperculata
- Sternarchella sima
- Sternarchogiton zuanoni
- Sternarchorhynchus axelrodi
- Sternarchorhynchus britskii
- Sternarchorhynchus caboclo
- Sternarchorhynchus chaoi
- Sternarchorhynchus curumim
- Sternarchorhynchus higuchii
- Sternarchorhynchus inpai
- Sternarchorhynchus jaimei
- Sternarchorhynchus kokraimoro
- Sternarchorhynchus mareikeae
- Sternarchorhynchus mesensis
- Sternarchorhynchus retzeri
- Sternarchorhynchus schwassmanni
- Sternarchorhynchus severii
- Sternarchorhynchus starksi
- Sternarchorhynchus villasboasi
- Sternopygus branco
- Sternopygus obtusirostris
- Sternopygus xingu
- Sturisoma rostratum
- Stygichthys typhlops
- Symphysodon discus
- Synbranchus lampreia
- Taeniacara candidi
- Tarumania walkerae
- Tatia bockmanni
- Tatia britskii
- Tatia caxiuanensis
- Tatia melanoleuca
- Tatia nigra
- Taunayia bifasciata
- Teleocichla centisquama
- Teleocichla centrarchus
- Teleocichla cinderella
- Teleocichla gephyrogramma
- Teleocichla monogramma
- Teleocichla preta
- Teleocichla prionogenys
- Teleocichla proselytus
- Teleocichla wajapi
- Sturisoma rostratum
- Stygichthys typhlops
- Symphysodon discus
- Synbranchus lampreia
- Taeniacara candidi
- Tarumania walkerae
- Tatia bockmanni
- Tatia britskii
- Tatia caxiuanensis
- Tatia melanoleuca
- Tatia nigra
- Taunayia bifasciata
- Teleocichla centisquama
- Teleocichla centrarchus
- Teleocichla cinderella
- Teleocichla gephyrogramma
- Teleocichla monogramma
- Teleocichla preta
- Teleocichla prionogenys
- Teleocichla proselytus
- Teleocichla wajapi
- Tembeassu marauna
- Tembeassu titanicus
- Tetragonopterus anostomus
- Tetragonopterus araguaiensis
- Tetragonopterus carvalhoi
- Tetragonopterus denticulatus
- Tetragonopterus franciscoensis
- Tetragonopterus juruena
- Tetragonopterus kuluene
- Tetragonopterus manaos
- Tetragonopterus ommatus
- Tetranematichthys barthemi
- Tetranematichthys quadrifilis
- Thayeria boehlkei
- Thayeria tapajonica
- Tocantinsia piresi
- Tometes ancylorhynchus
- Tometes camunani
- Tometes kranponhah
- Tometes siderocarajensis
- Trachelyopterus cratensis
- Trachelyopterus lacustris
- Trachelyopterus leopardinus
- Trachycorystes menezesi
- Trichogenes beagle
- Trichogenes claviger
- Trichogenes longipinnis
- Trichomycterus adautoleitei
- Trichomycterus albinotatus
- Trichomycterus alternatus
- Trichomycterus altipombensis
- Trichomycterus anaisae
- Trichomycterus araxa
- Trichomycterus argos
- Trichomycterus astromycterus
- Trichomycterus auroguttatus
- Trichomycterus bahianus
- Trichomycterus barrocus
- Trichomycterus brasiliensis
- Trichomycterus brucutu
- Trichomycterus caipora
- Trichomycterus candidus
- Trichomycterus caudofasciatus
- Trichomycterus chapadensis
- Trichomycterus claudiae
- Trichomycterus coelhorum
- Trichomycterus dali
- Trichomycterus florensis
- Trichomycterus fuliginosus
- Trichomycterus funebris
- Trichomycterus gabrieli
- Trichomycterus garbei
- Trichomycterus gasparinii
- Trichomycterus giarettai
- Trichomycterus giganteus
- Trichomycterus goeldii
- Trichomycterus humboldti
- Trichomycterus illuvies
- Trichomycterus immaculatus
- Trichomycterus ingaiensis
- Trichomycterus ipatinga
- Trichomycterus itacambirussu
- Trichomycterus itacarambiensis
- Trichomycterus itatiayae
- Trichomycterus jacupiranga
- Trichomycterus jequitinhonhae
- Trichomycterus landinga
- Trichomycterus largoperculatus
- Trichomycterus lauryi
- Trichomycterus listruroides
- Trichomycterus longibarbatus
- Trichomycterus luetkeni
- Trichomycterus macrophthalmus
- Trichomycterus macrotrichopterus
- Trichomycterus maculosus
- Trichomycterus maracaya
- Trichomycterus mariamole
- Trichomycterus melanopygius
- Trichomycterus mimonha
- Trichomycterus mimosensis
- Trichomycterus mirissumba
- Trichomycterus mutabilicolor
- Trichomycterus nigricans
- Trichomycterus nigroauratus
- Trichomycterus novalimensis
- Trichomycterus pantherinus
- Trichomycterus paquequerensis
- Trichomycterus pauciradiatus
- Trichomycterus pirabitira
- Trichomycterus piratymbara
- Trichomycterus potschi
- Trichomycterus pradensis
- Trichomycterus punctatissimus
- Trichomycterus puriventris
- Trichomycterus quintus
- Trichomycterus reinhardti
- Trichomycterus rubbioli
- Trichomycterus rubiginosus
- Trichomycterus sainthilairei
- Trichomycterus santaeritae
- Trichomycterus saquarema
- Trichomycterus saturatus
- Trichomycterus septemradiatus
- Trichomycterus tantalus
- Trichomycterus tete
- Trichomycterus travassosi
- Trichomycterus trefauti
- Trichomycterus triguttatus
- Trichomycterus uberabensis
- Trichomycterus vermiculatus
- Trichomycterus vinnulus
- Trichomycterus vitalbrazili
- Tridentopsis tocantinsi
- Trigonectes rubromarginatus
- Trigonectes strigabundus
- Triportheus guentheri
- Triportheus signatus
- Triportheus trifurcatus
- Tucanoichthys tucano
- Typhlobelus auriculatus
- Typhlobelus macromycterus
- Typhlobelus ternetzi
- Tyttobrycon marajoara
- Tyttobrycon shibattai
- Uaru amphiacanthoides
- Utiaritichthys esguiceroi
- Utiaritichthys longidorsalis
- Utiaritichthys sennaebragai
- Wertheimeria maculata
- Xenurobrycon coracoralinae
- Xenurobrycon pteropus
- Xenurobrycon varii
- Xenurolebias cricarensis
- Xenurolebias izecksohni
- Xenurolebias myersi
- Xyliphius anachoretes